# Biserica de lemn din Troița

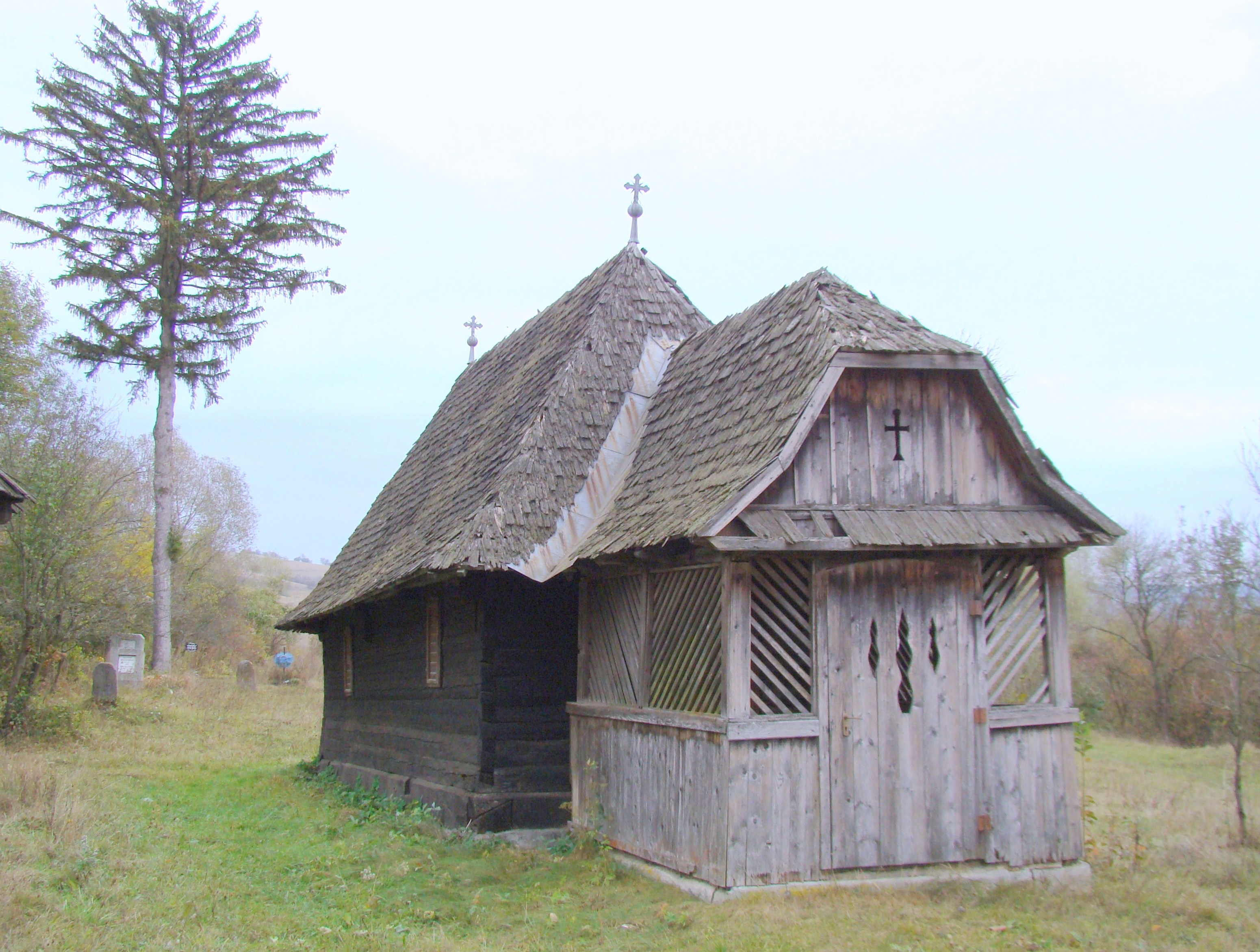
Biserica (nord-est)

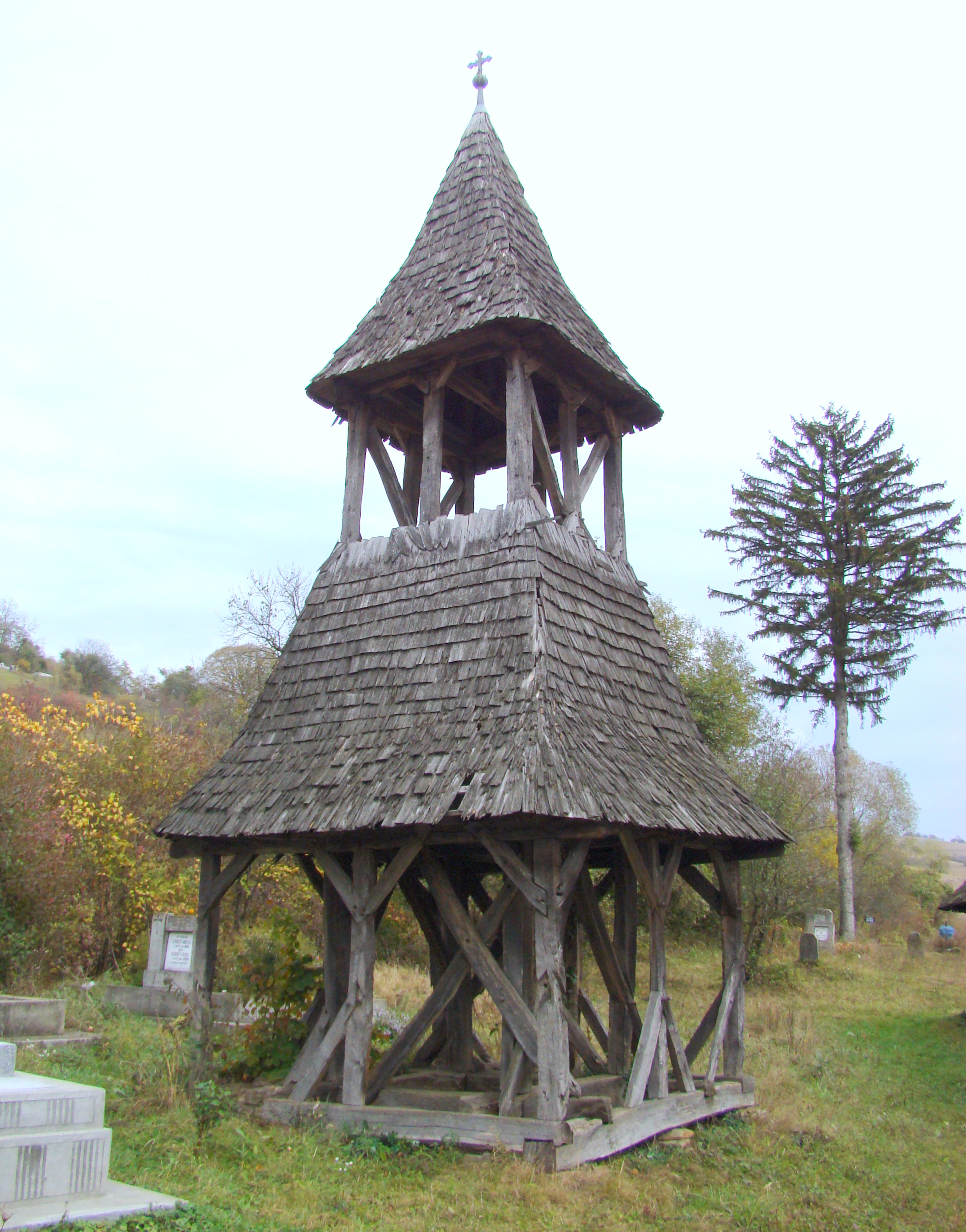
Clopotnița de lemn

Biserica de lemn din Troița, comuna Gălești, județul Mureș. Edificarea bisericii a avut loc probabil în secolul XVII. Are hramul „Sfinții Arhangheli Mihail și Gavriil”. Biserica se află pe noua listă a monumentelor istorice sub codul LMI:  MS-II-m-A-16055.

## Istoric și trăsături
Satul Troița face parte în prezent din comuna Gălești, fiind atestat documentar pentru prima dată în anul 1332, când este amintit un „sacerdos de Sancta Trinitate”.
Troița a fost de-a lungul istoriei o localitate mare, suferind însă de o depopulare accentuată în ultima parte a secolului XX, recensământul din 1992 înregistrând doar 855 locuitori. Recensământul din 1857 consemna localitatea ca având 1160 locuitori dintre care 153 greco-catolici, 558 romano-catolici, 151 reformați și 298 unitarieni. În 1910 erau consemnați 1245 locuitori, dintre care doar 5 români, deși, aparținând de confesiuni specifice românești (ortodocși sau greco-catolici), s-au declarat un număr de 134 locuitori.
În anul 1912 parohia greco-catolică din Troița (Szentháromság) a fost subordonată nou înființatei Episcopii de Hajdúdorog, ceea ce a stârnit nemulțumirea mitropolitului Victor Mihaly de Apșa, care a transmis prin canonicul Vasile Suciu un protest în această chestiune. În data de 9 aprilie 1934 parohia Troița a fost rearondată Bisericii Române Unite cu Roma, împreună cu celelalte 34 de parohii din Ținutul Secuiesc.
Prima atestare documentară a bisericii de lemn este din anul 1775, când, în actele unui proces intentat protopopului Nicolae din Morești pentru că a reconvertit populația la ortodoxism, este consemnată și localitatea Troița. Acest document infirmă anul 1836, considerat de Șematismul greco-catolic din 1900 ca dată a construirii edificiului.
Lăcașul de cult poartă hramul „Sfinții Arhangheli” și este situat în cimitirul aflat la marginea de nord a satului, sistemul constructiv, dimensiunile reduse și tipologia plasând datarea edificiului cel târziu în secolul XVIII. La mică distanță de biserică se află turnul-clopotniță, alcătuit dintr-un parter deschis și un foișor îngust cu arcade, fiind acoperit cu șindrilă.
În 1974 s-au realizat ample lucrări de renovare și restaurare, datorită stării avansate de degradare în care ajunsese edificiul, redându-i-se o înfățișare cât mai apropiată de cea originară.

## Imagini

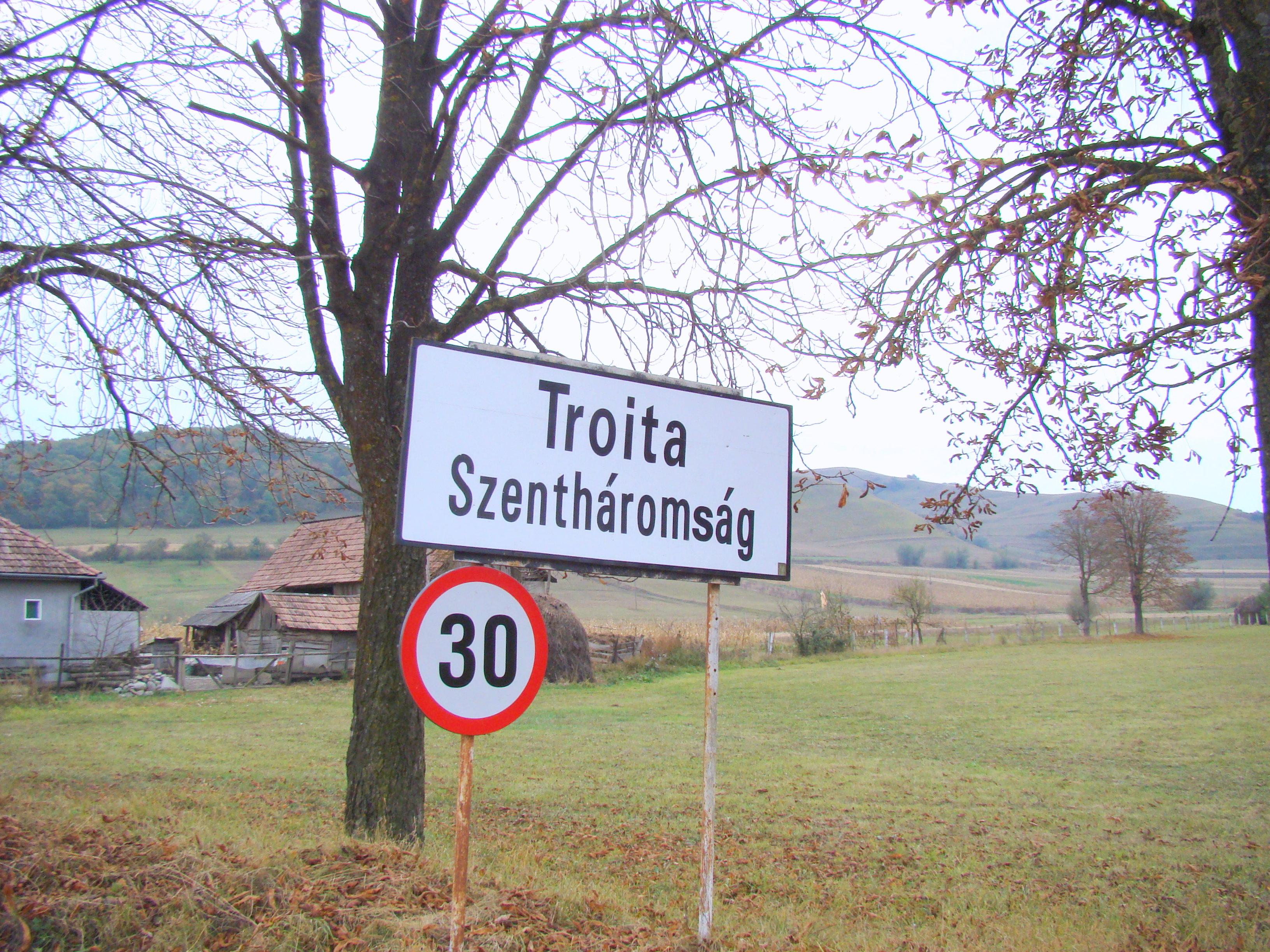
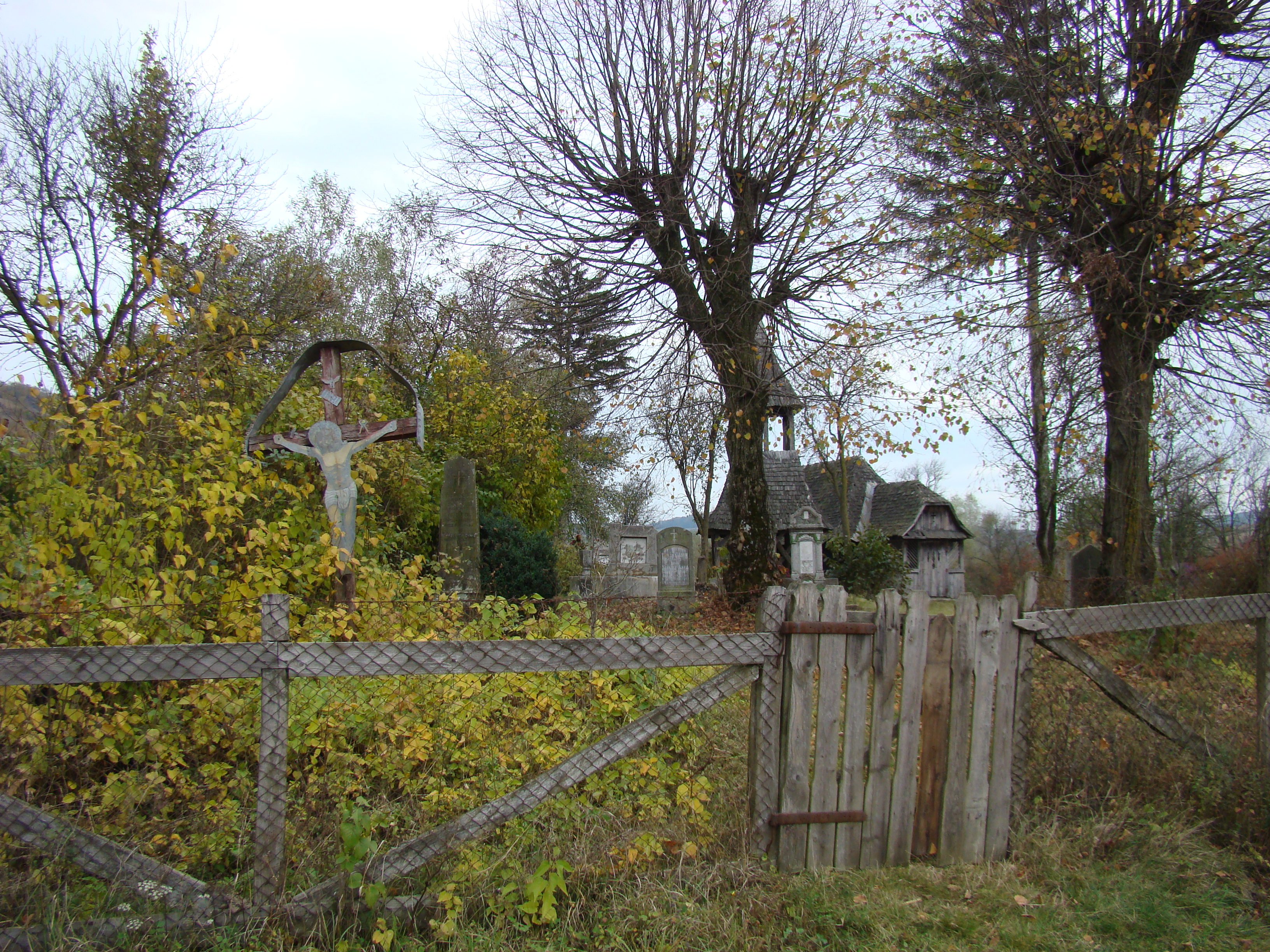
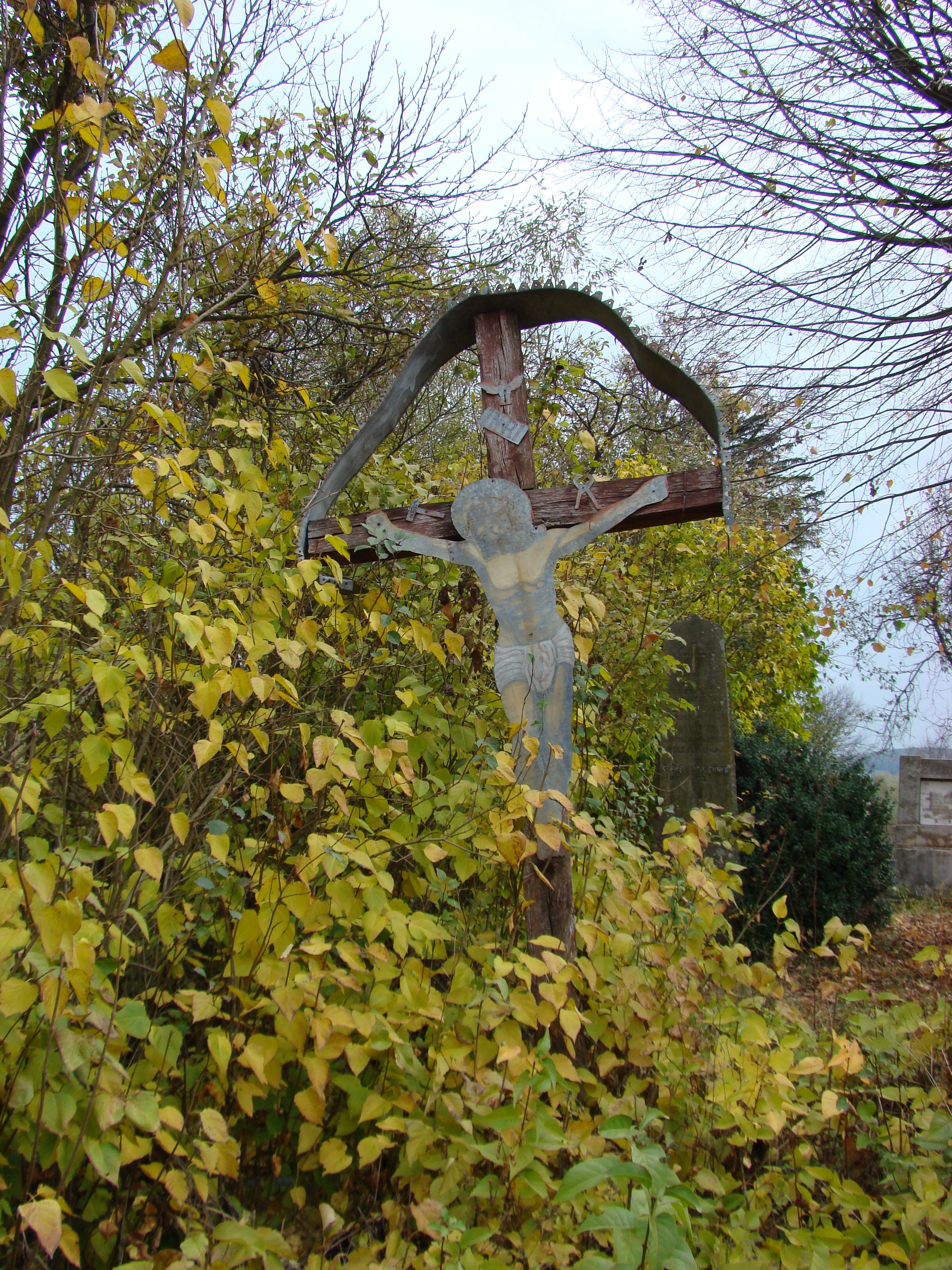
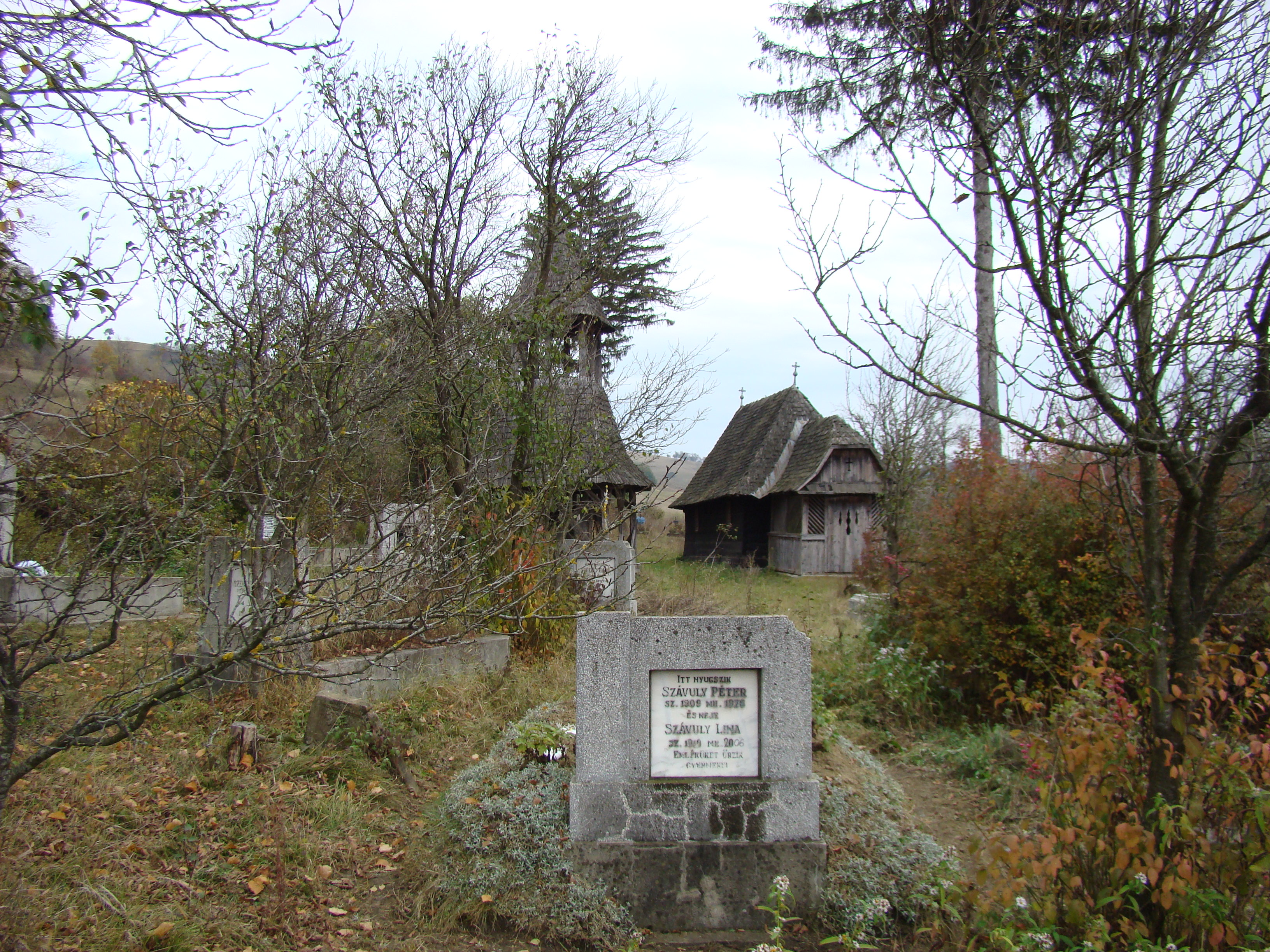
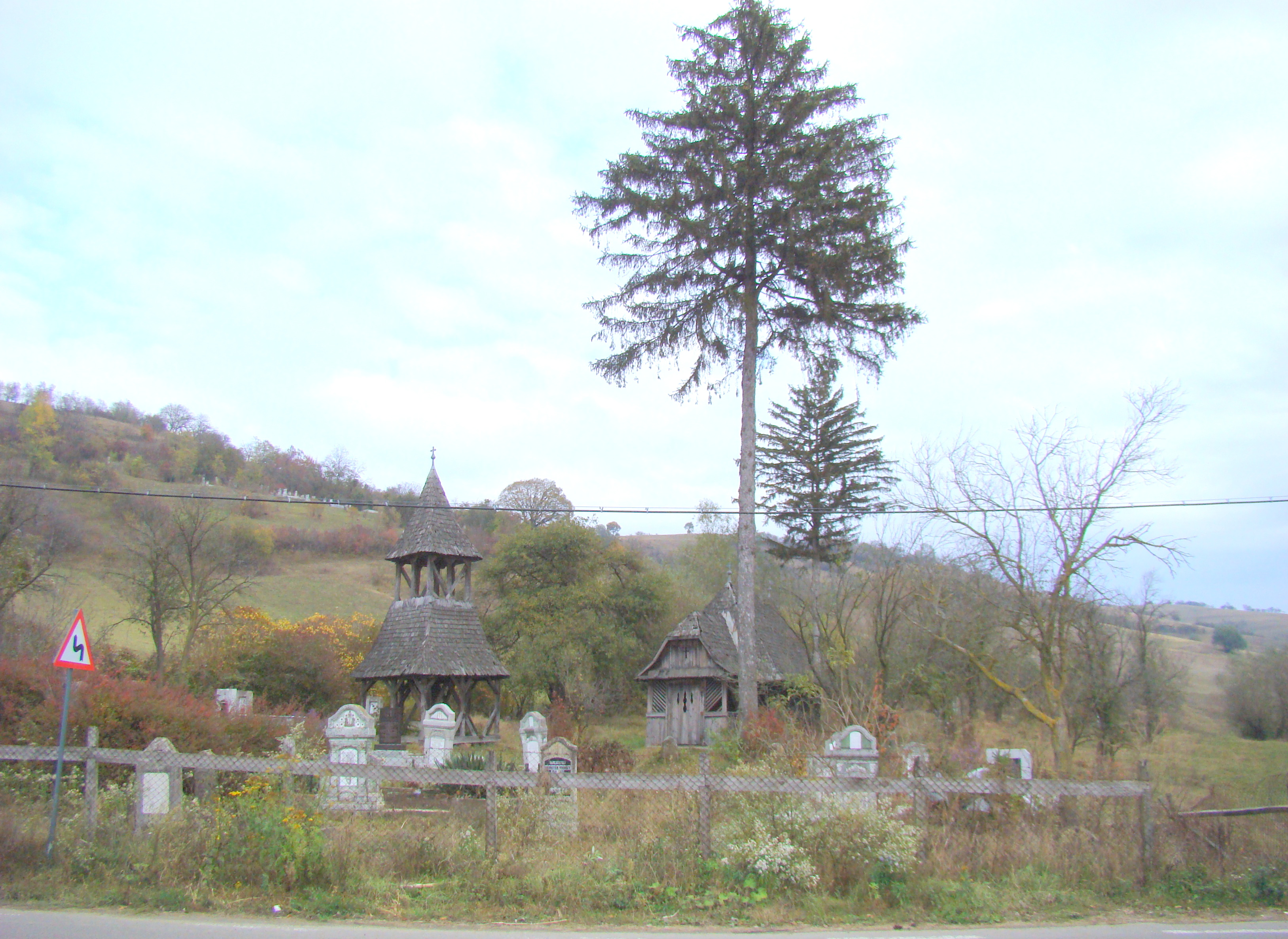
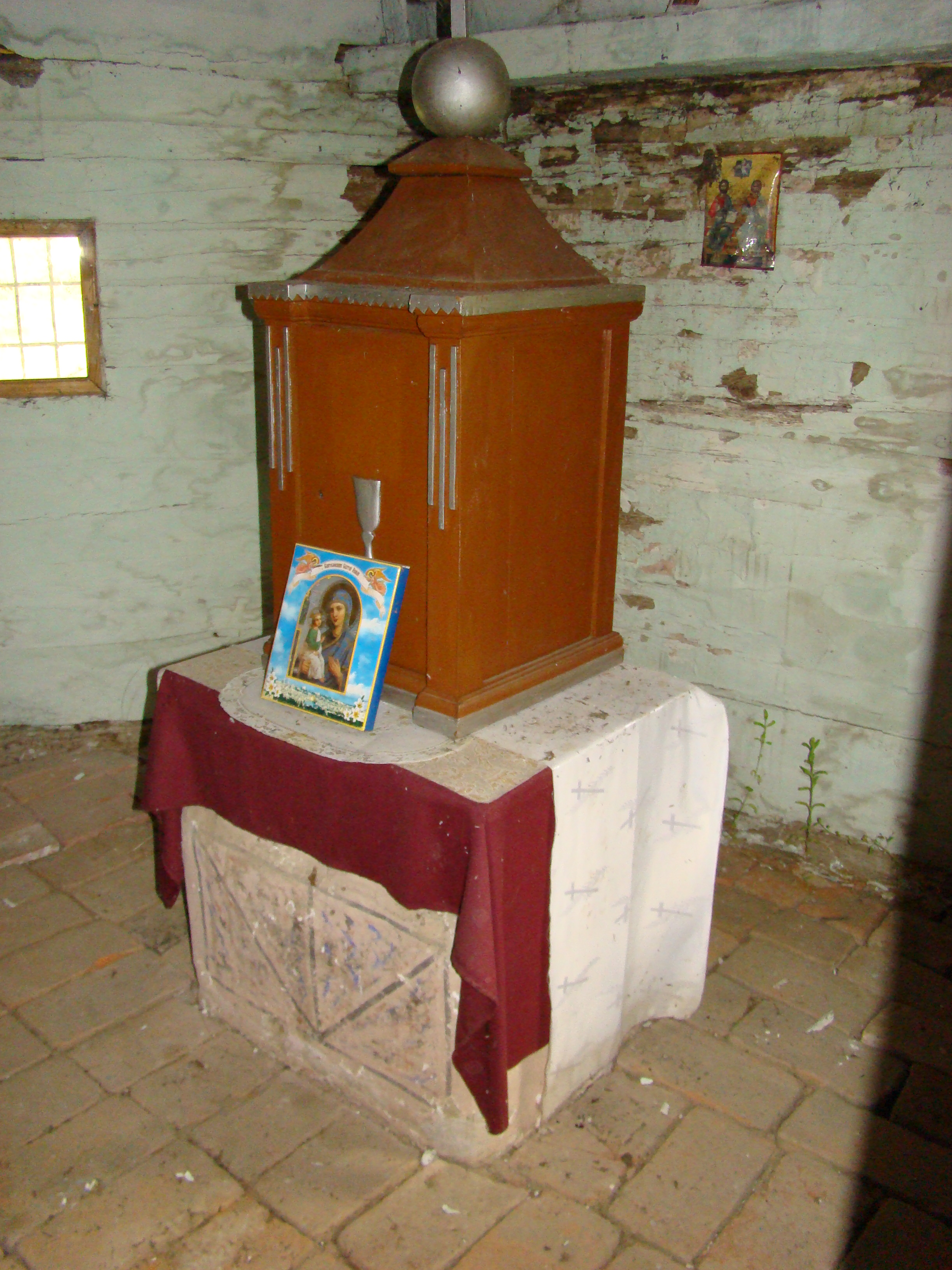
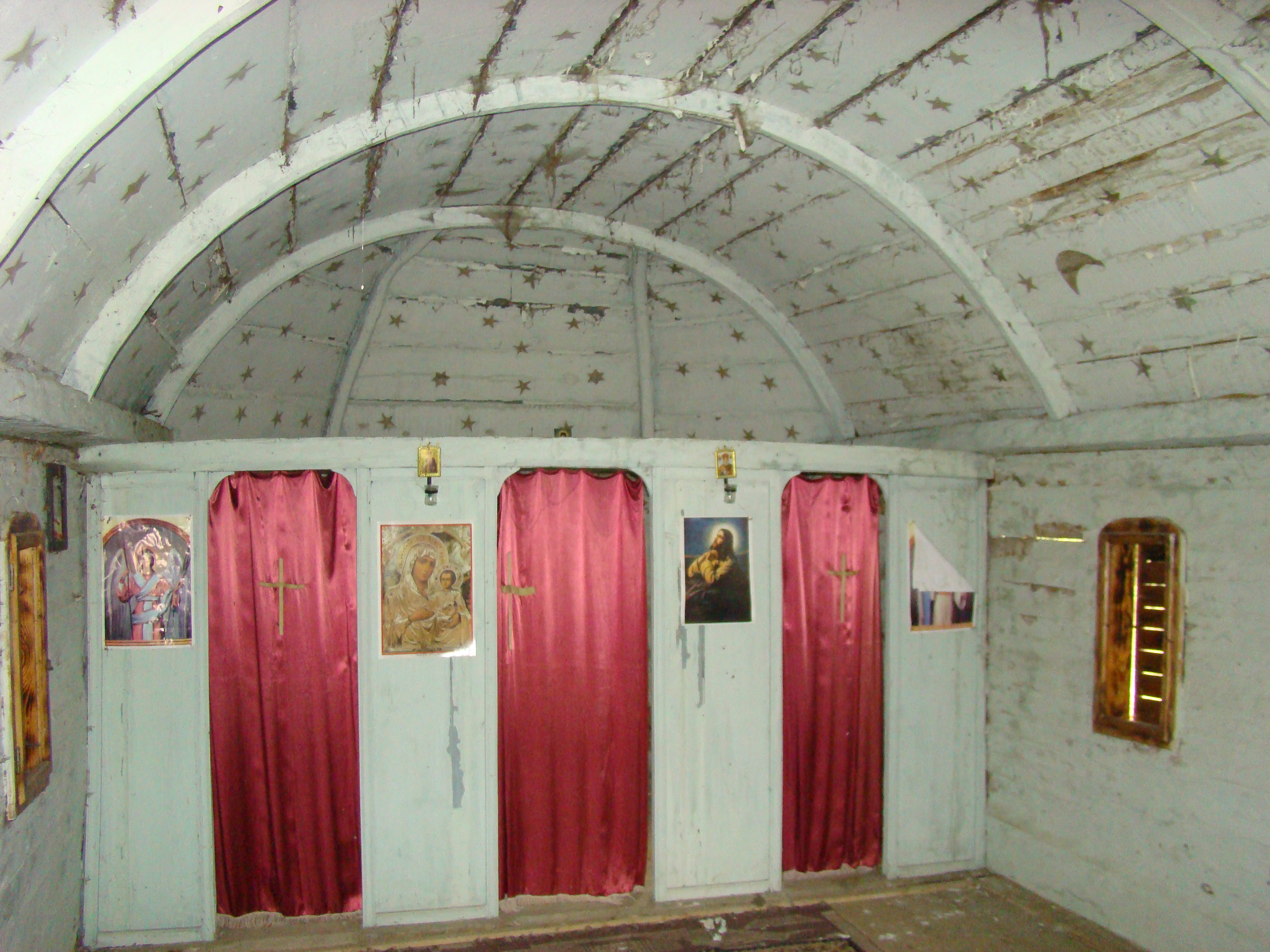
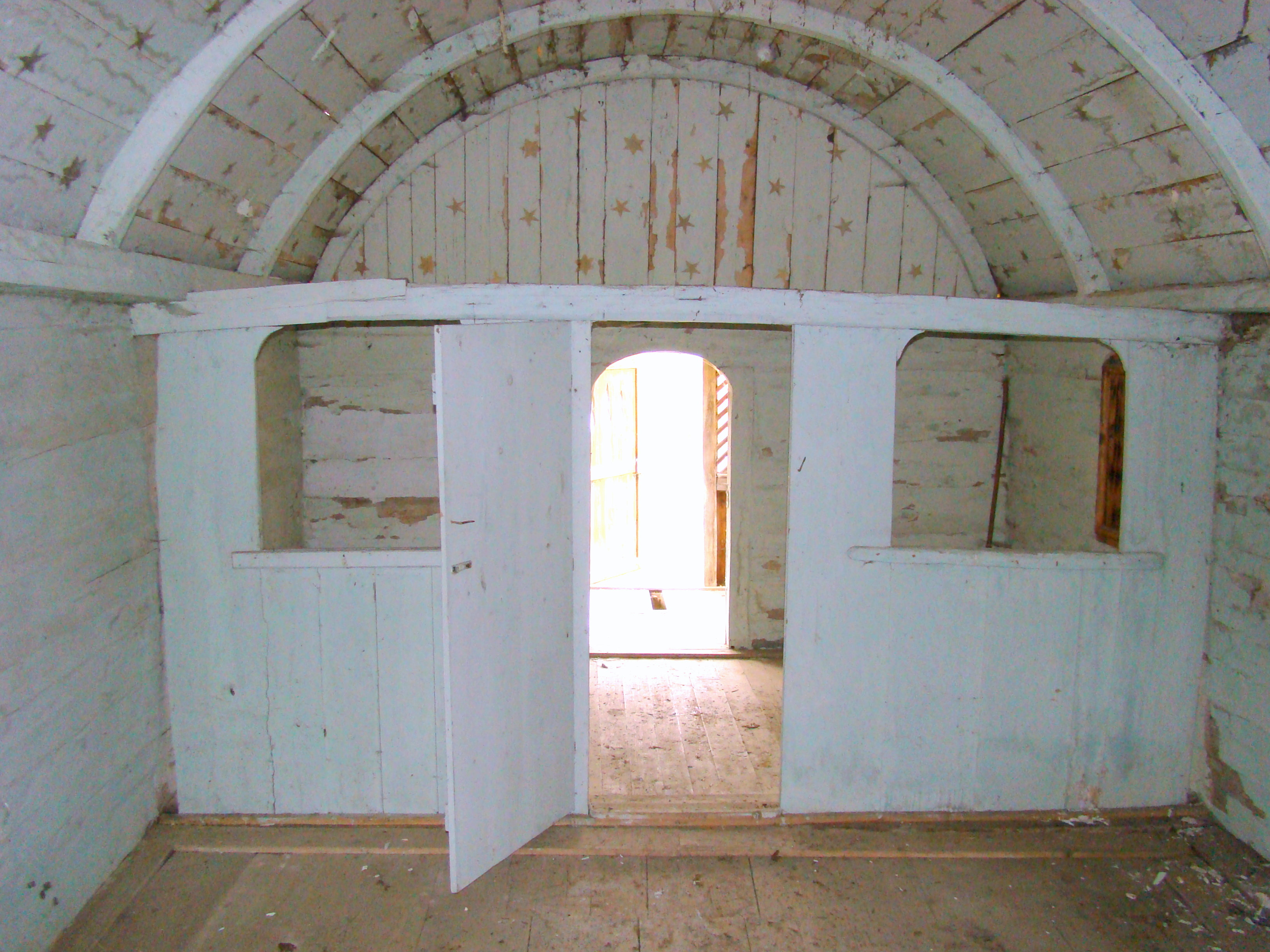
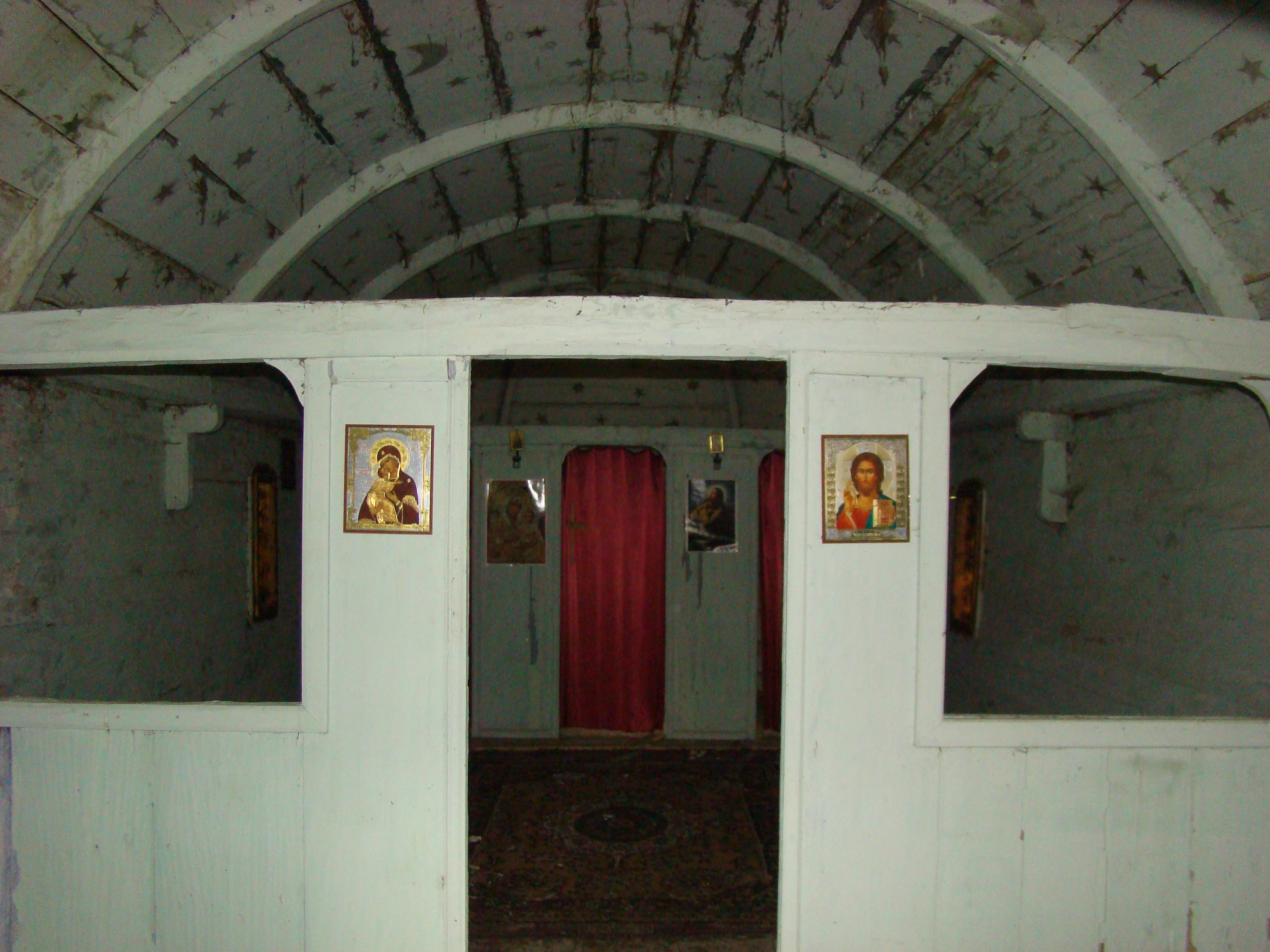
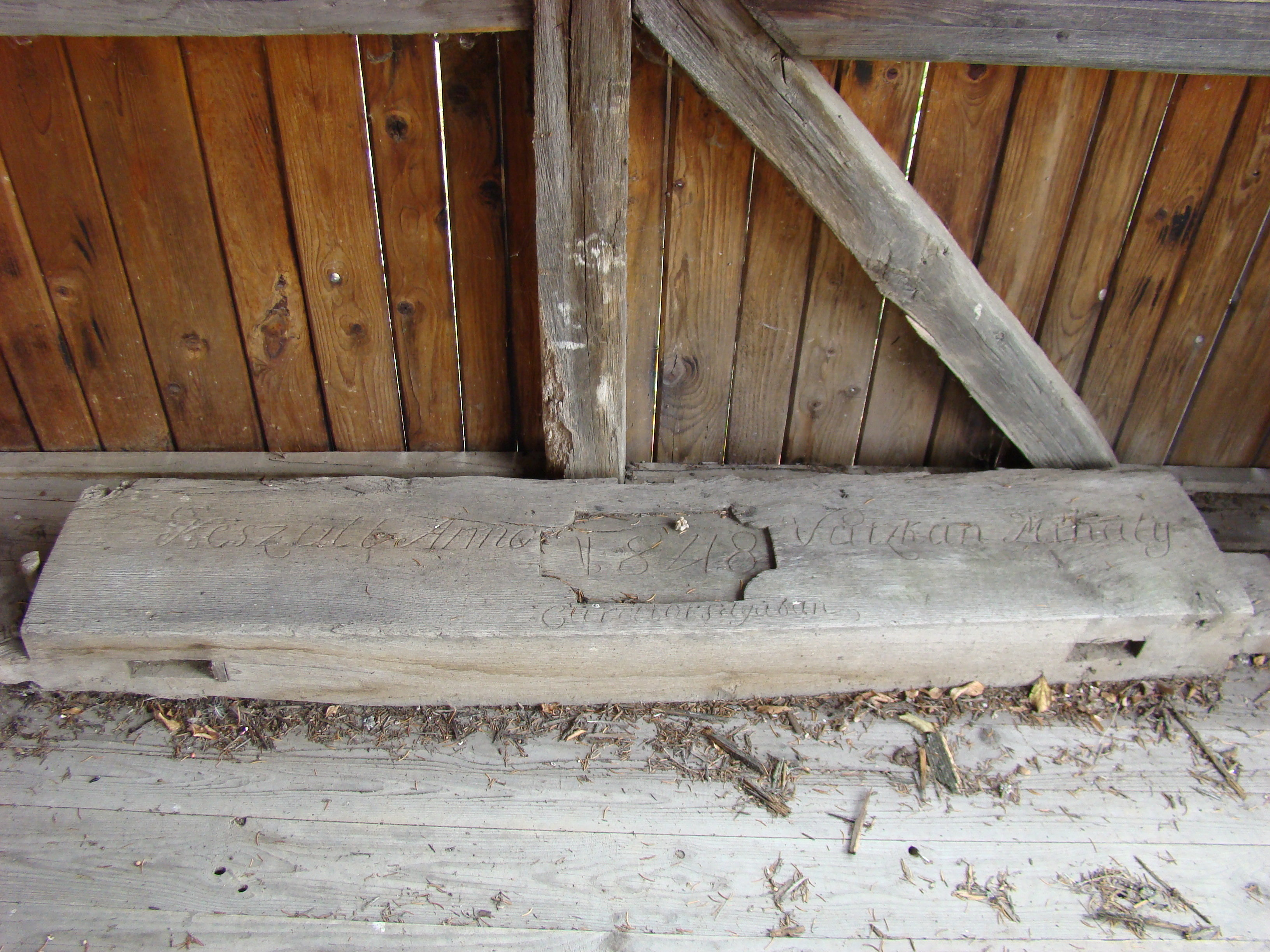
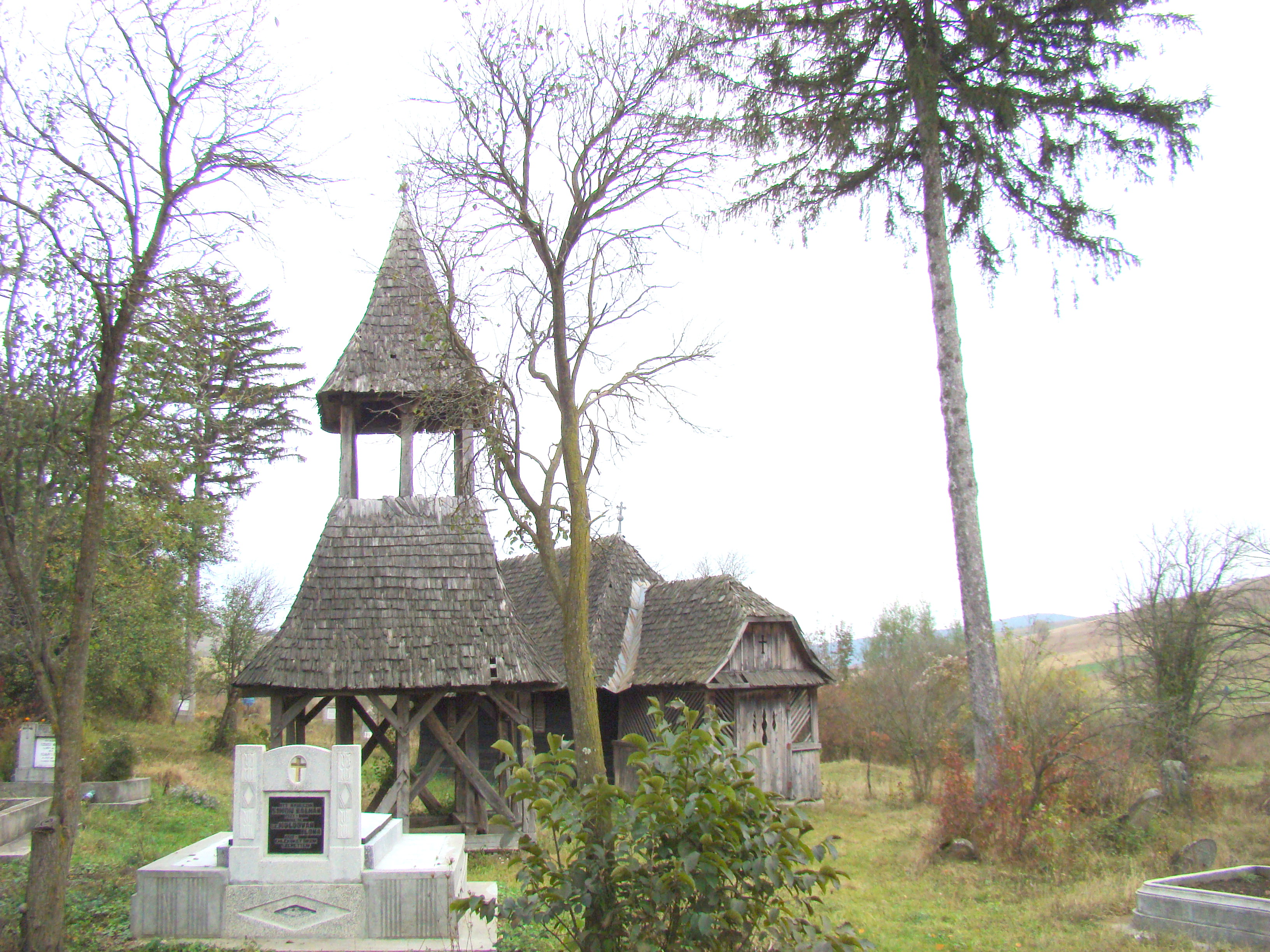
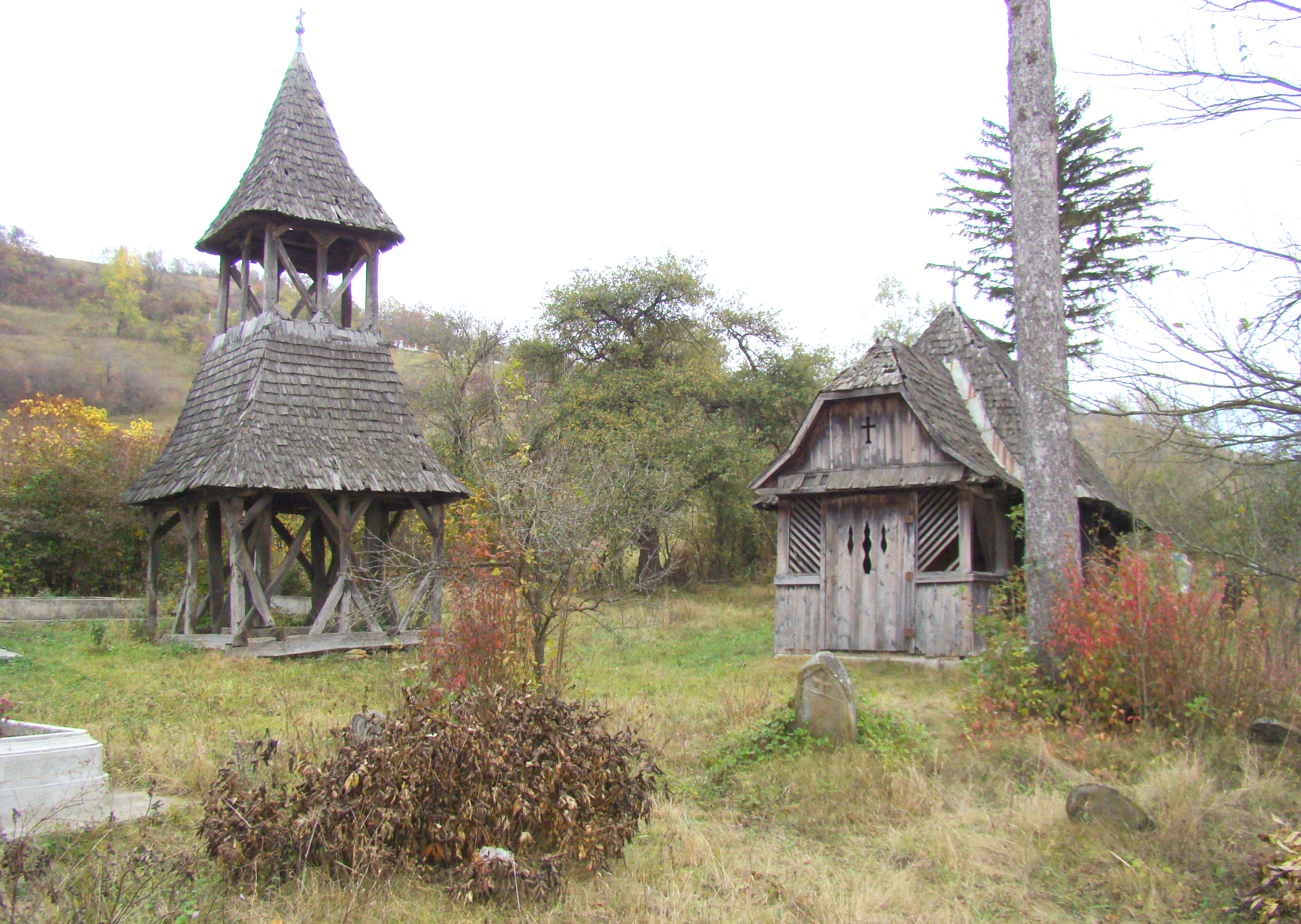
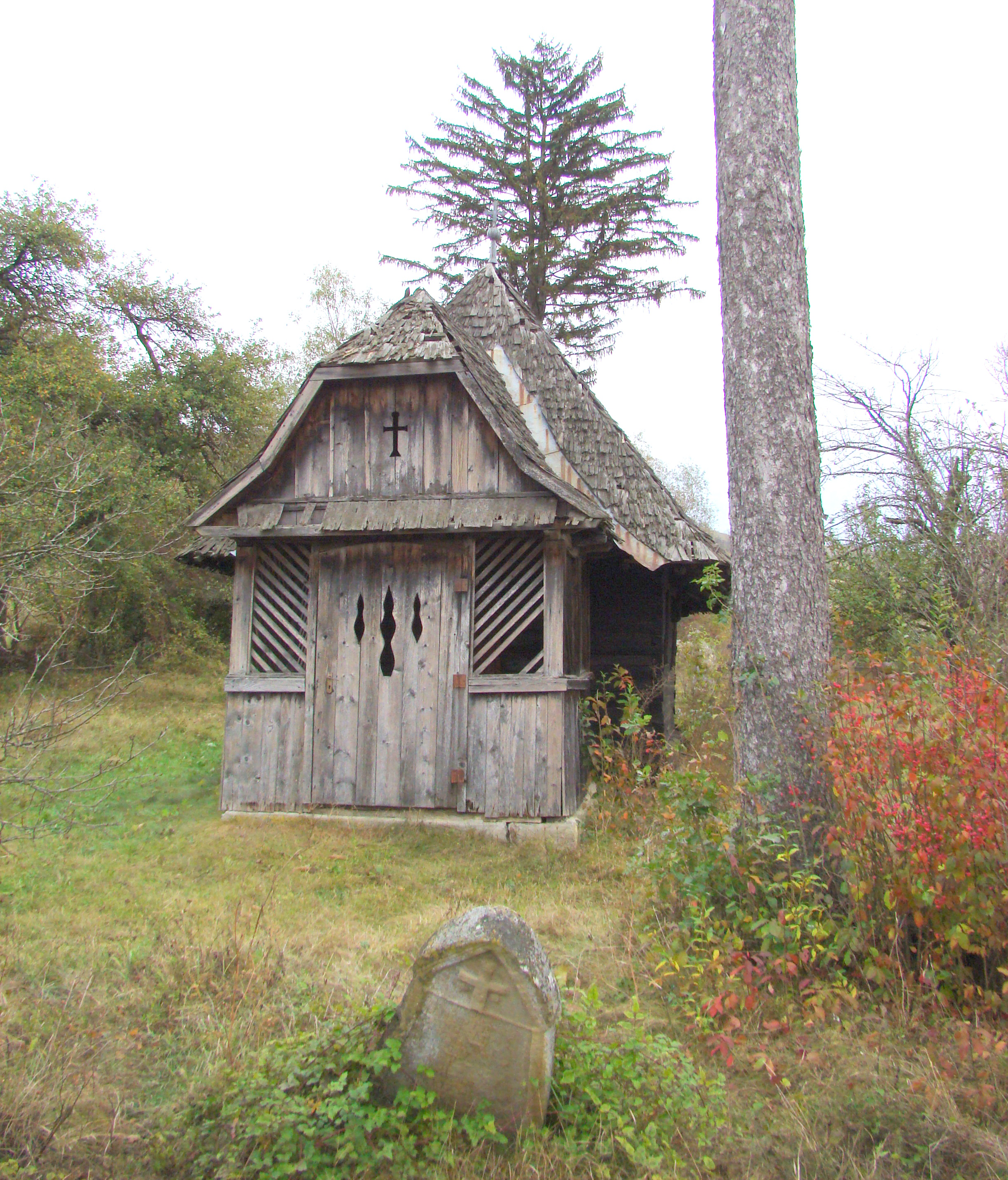
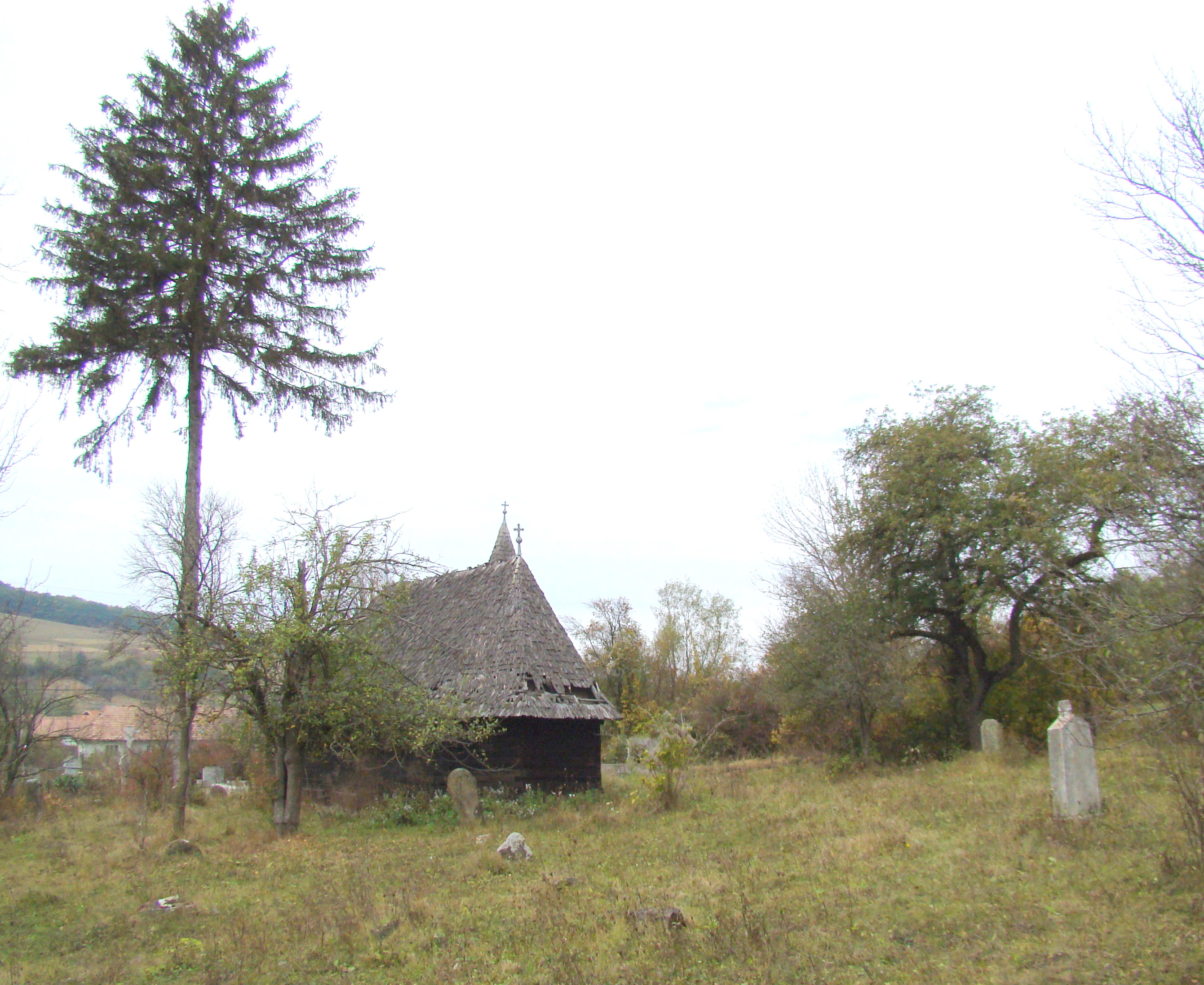
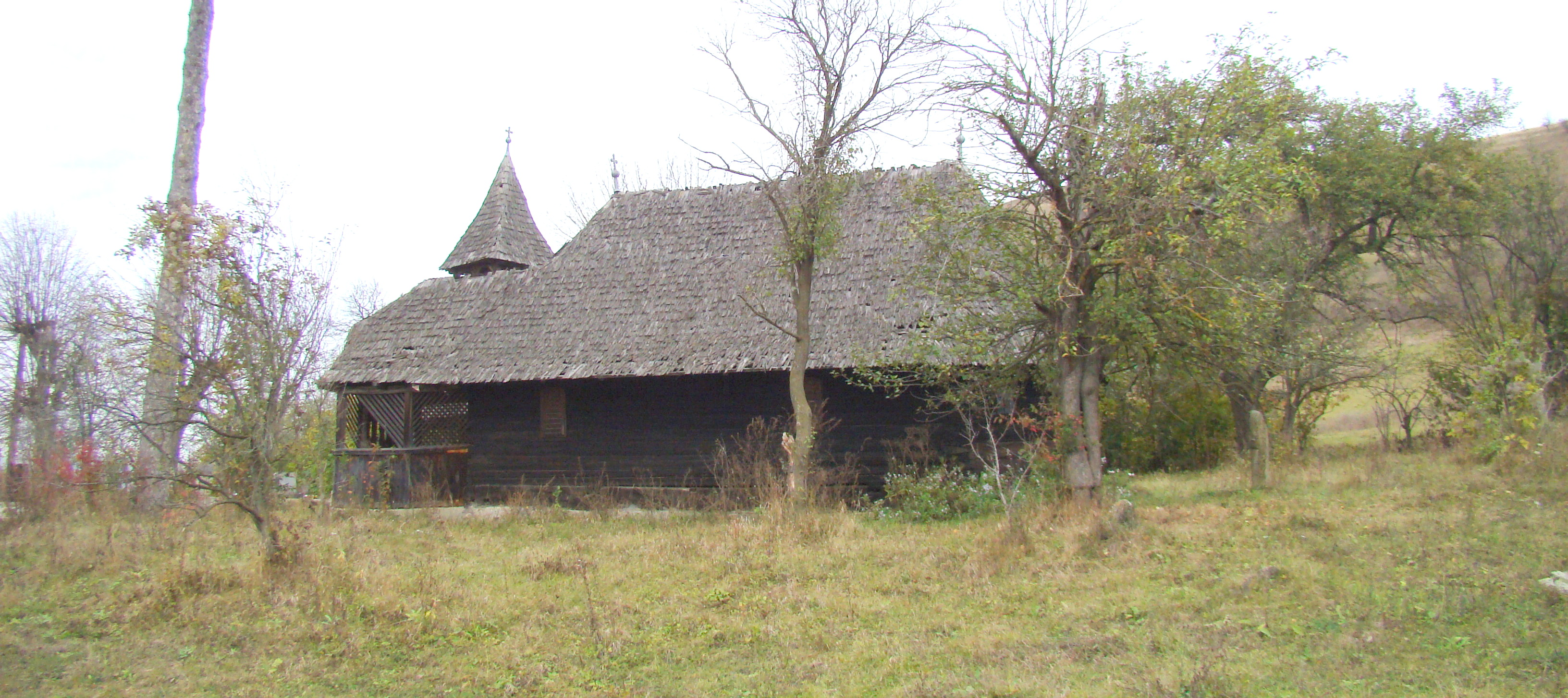
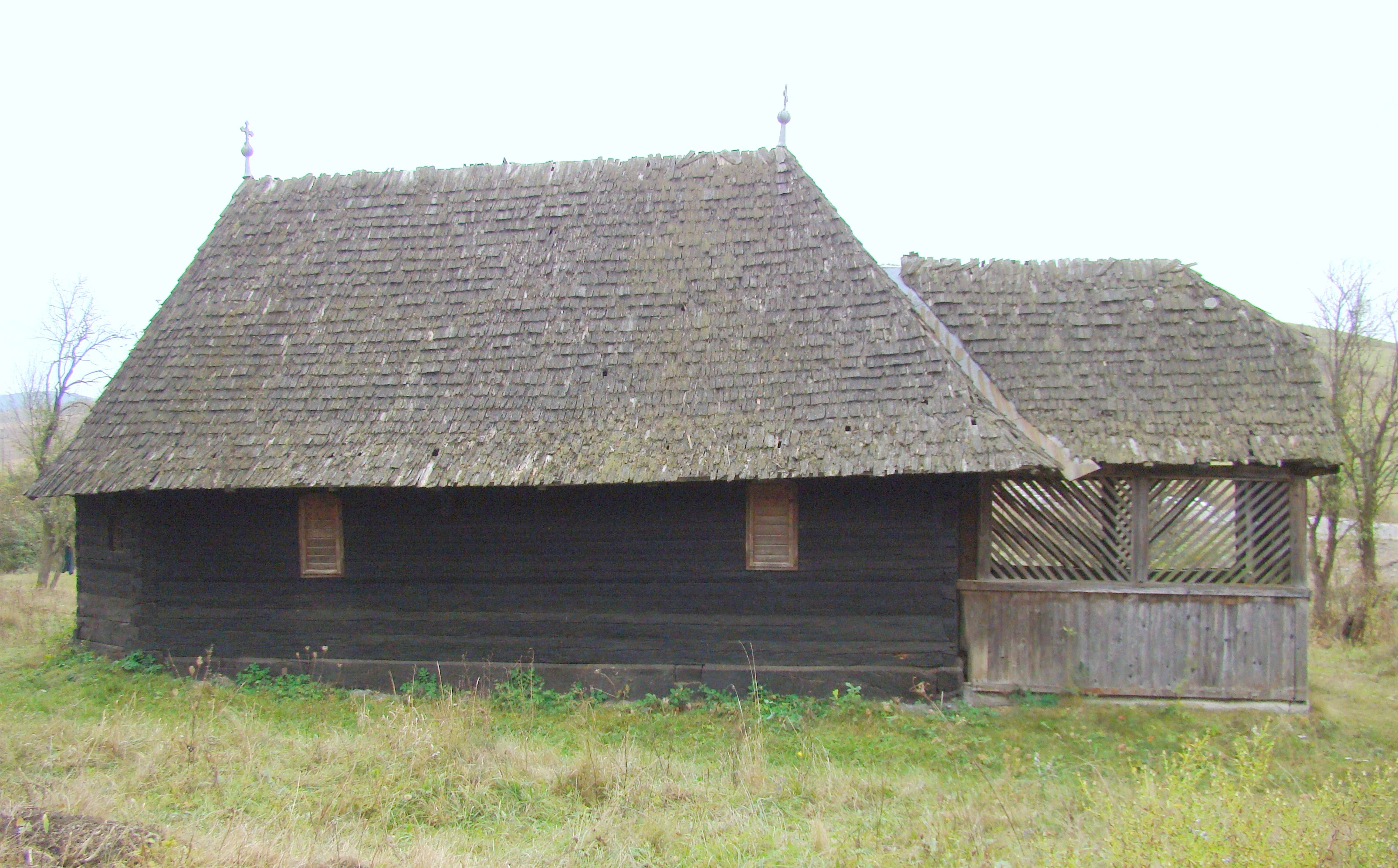
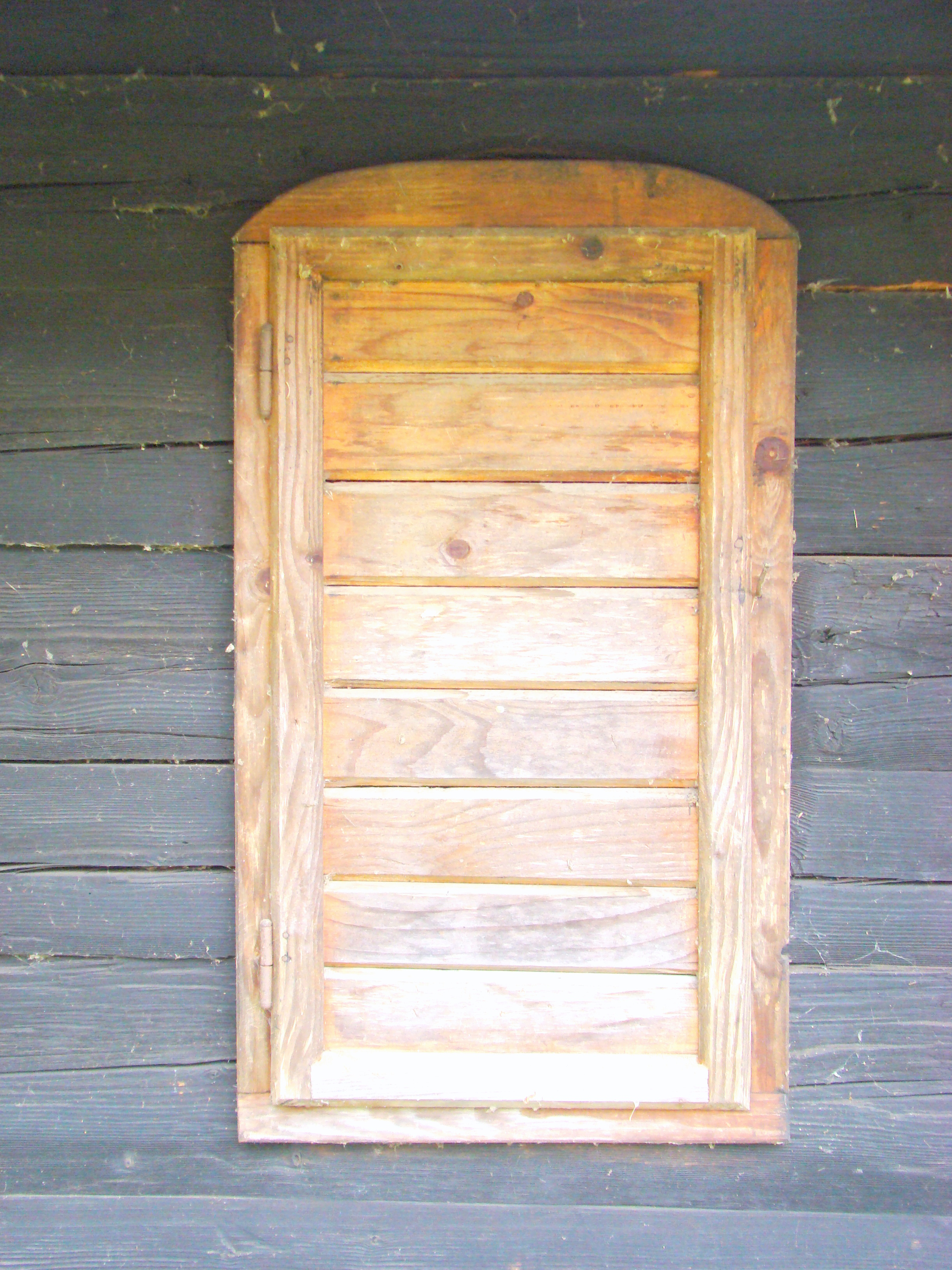
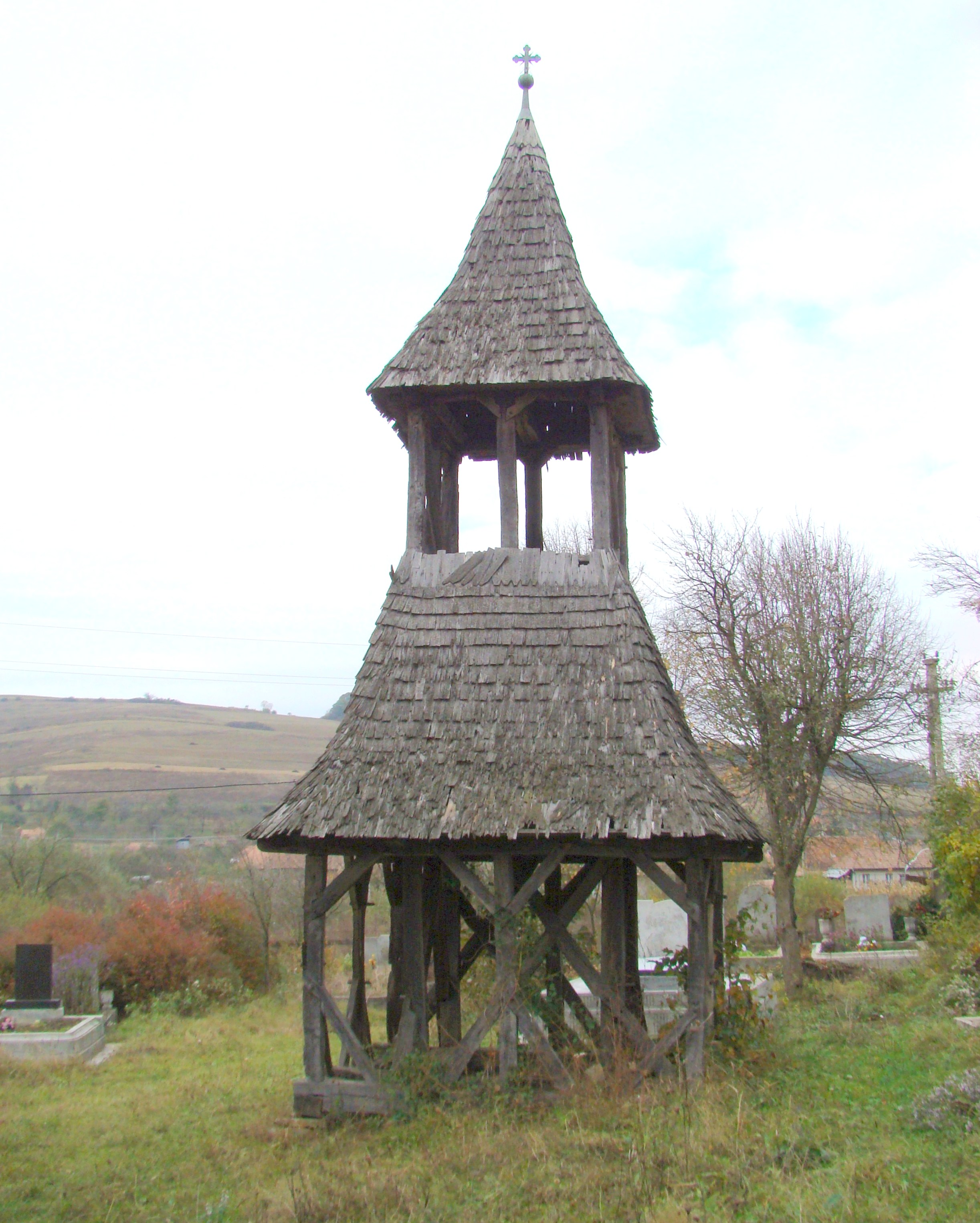
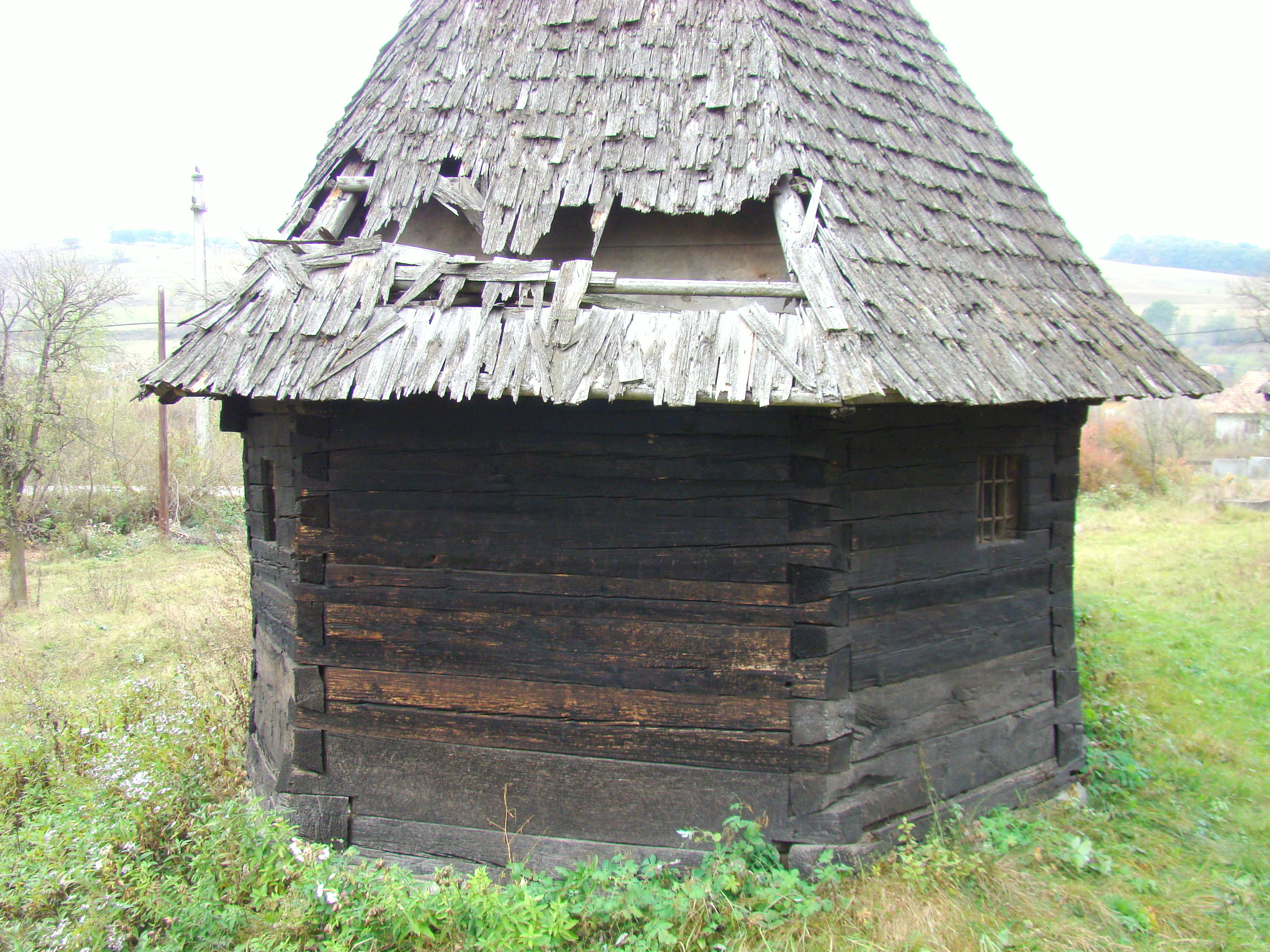
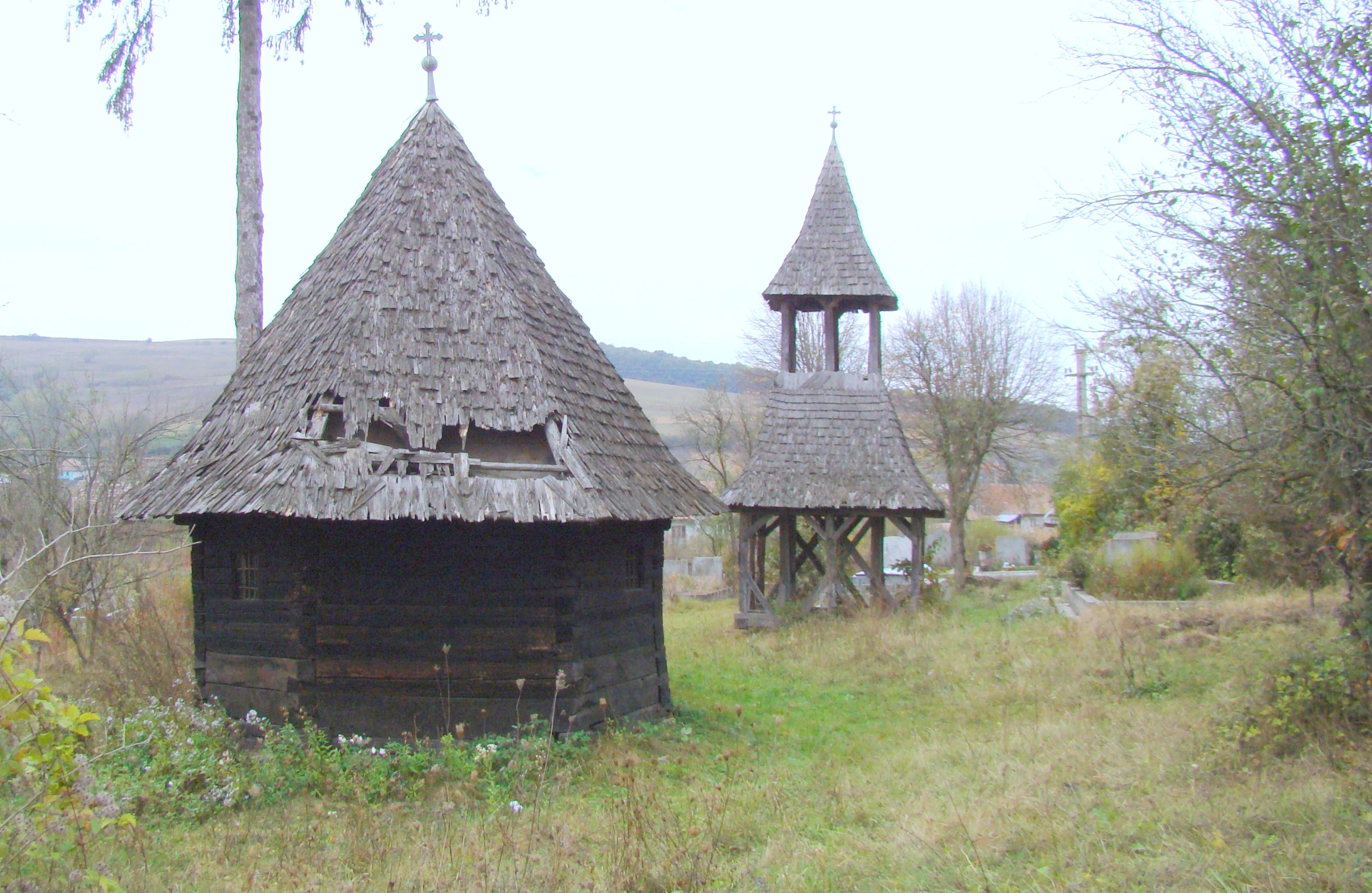
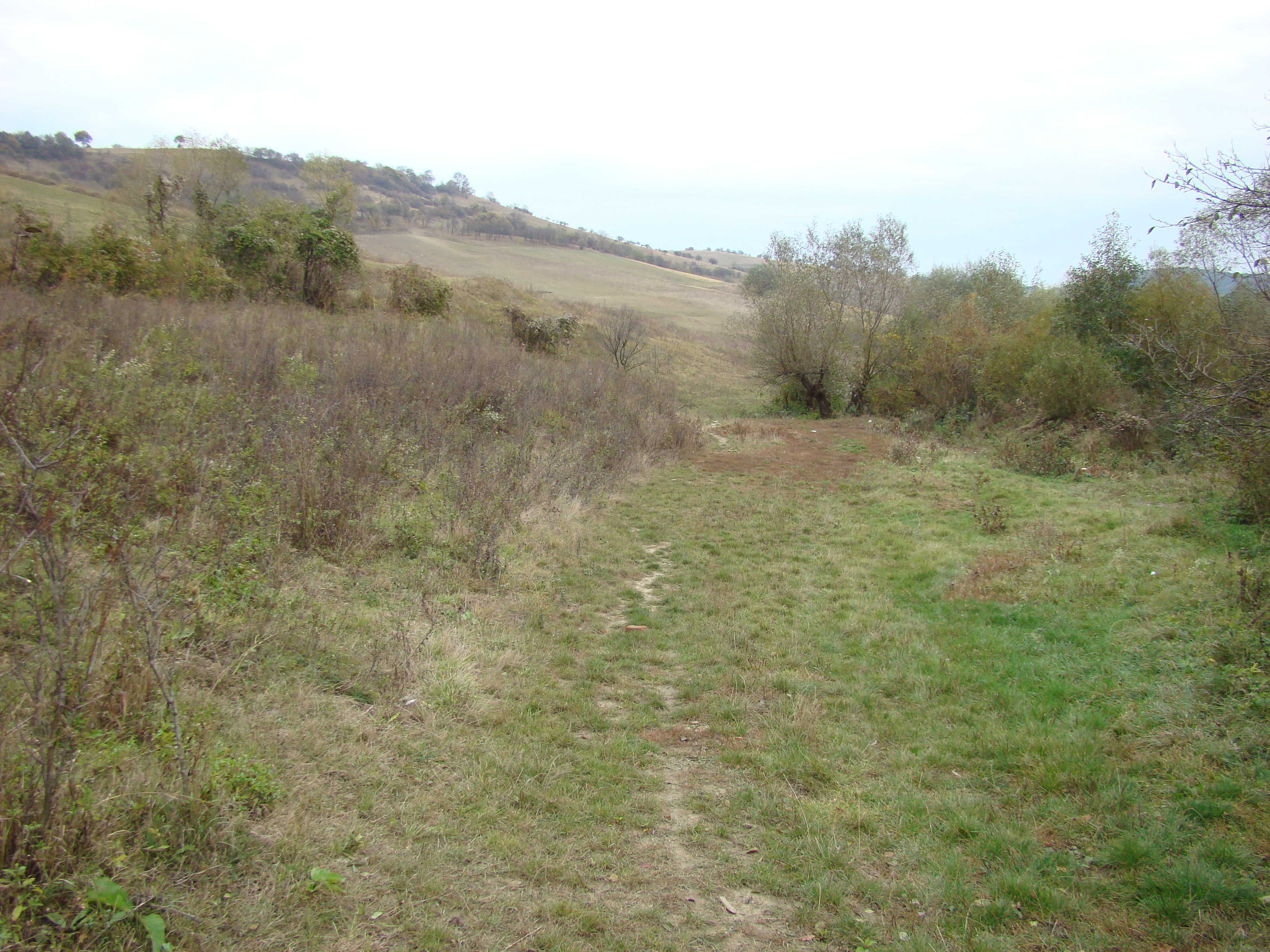
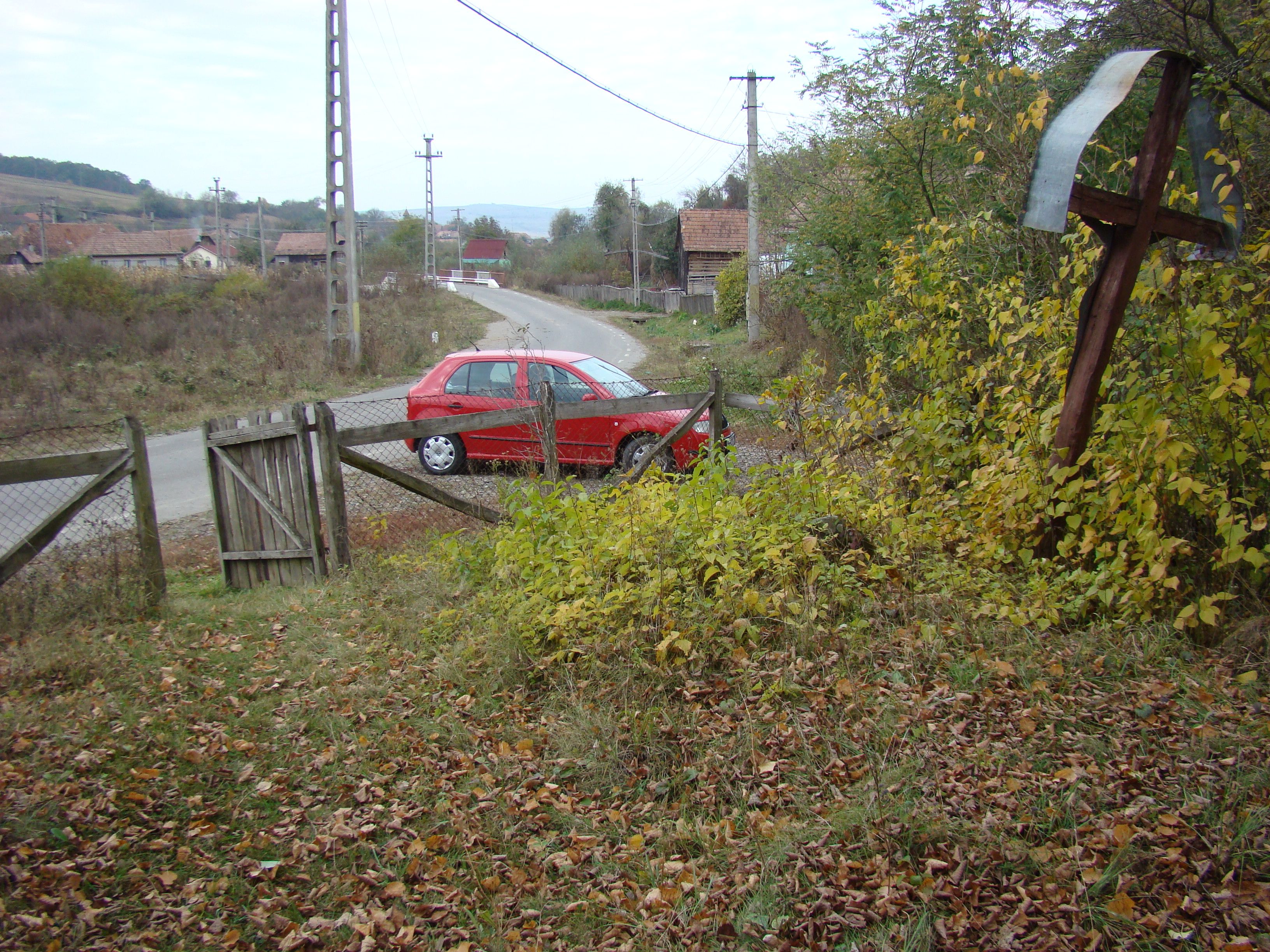

## Biserica, după 11 ani, cu șindrila schimbată

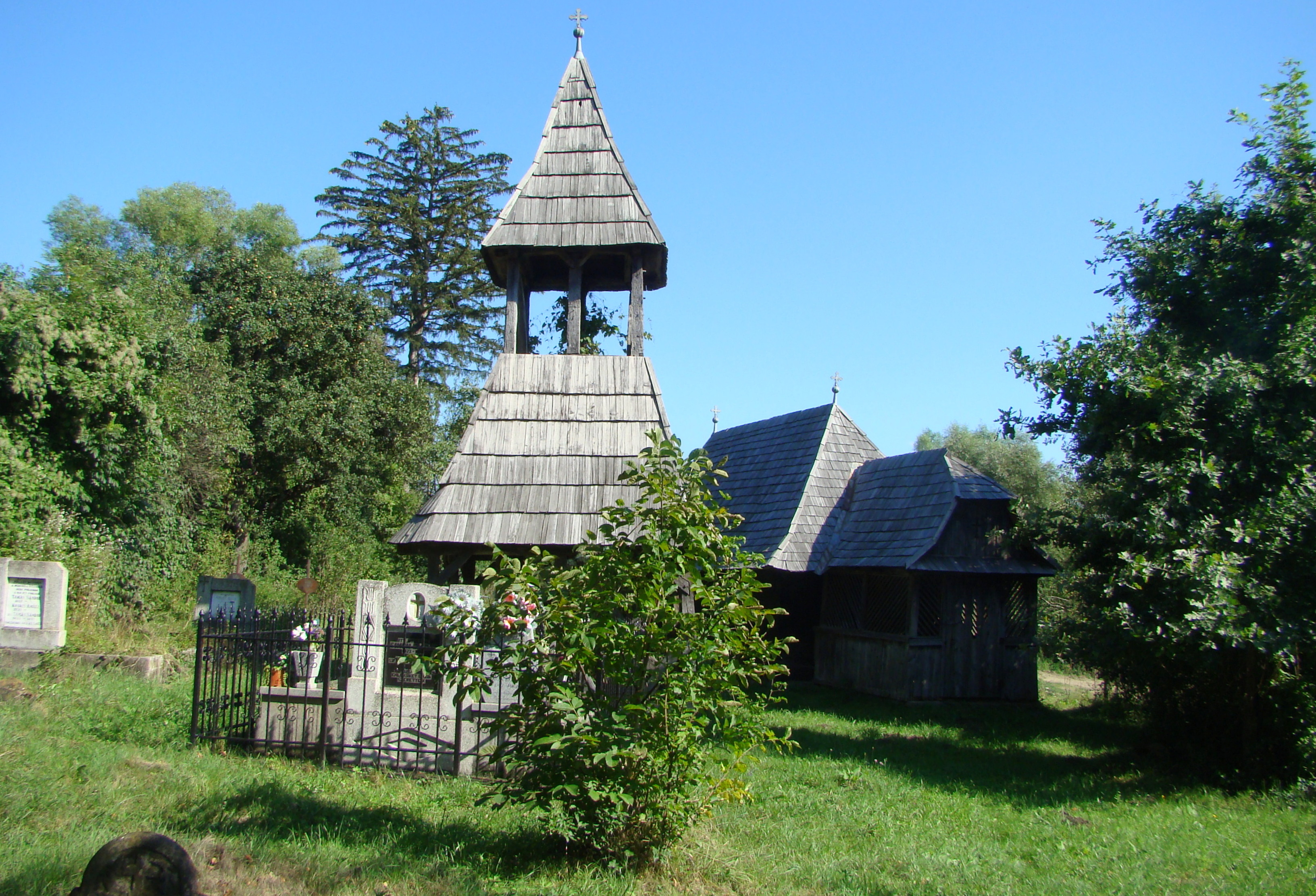
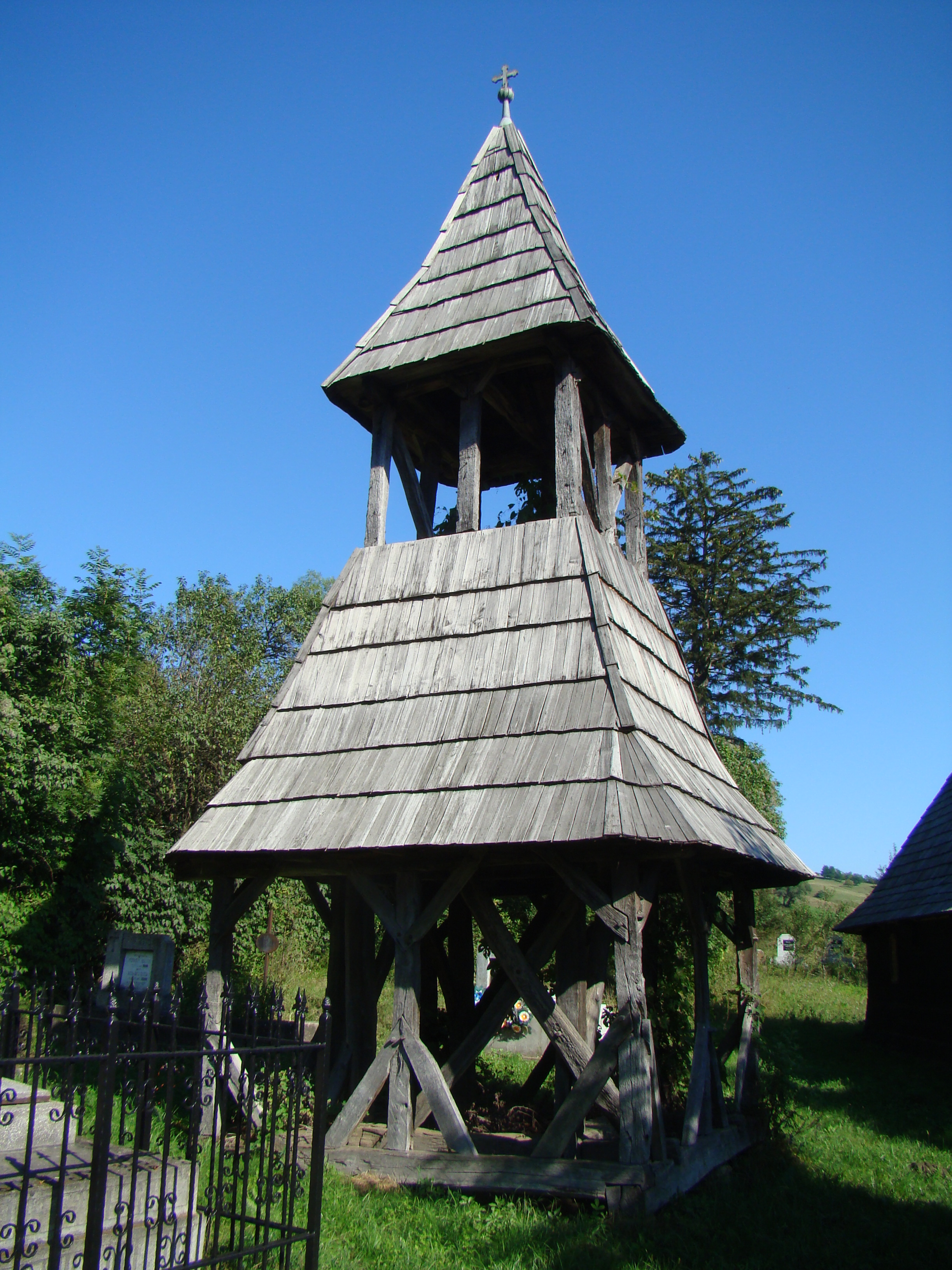
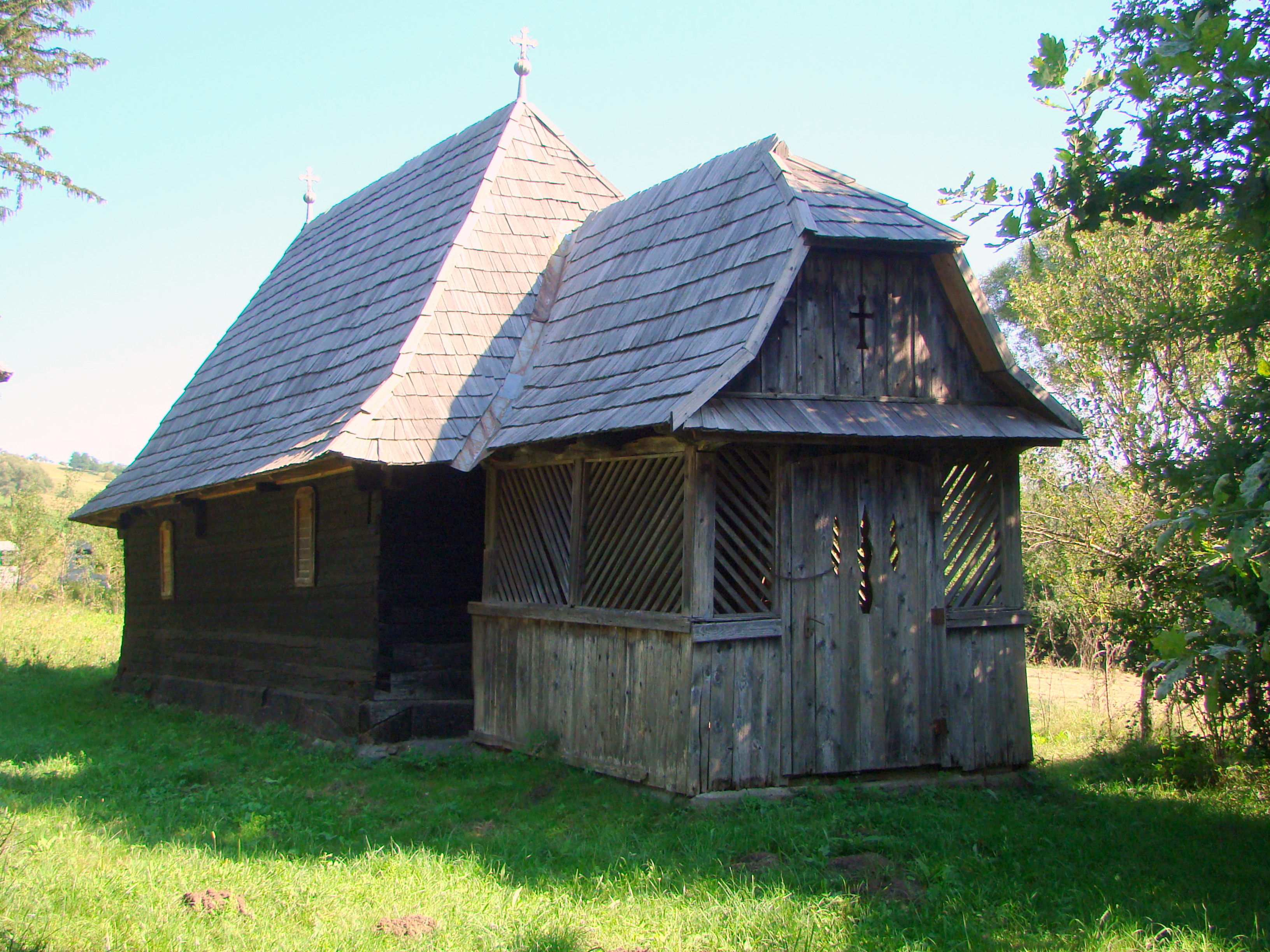
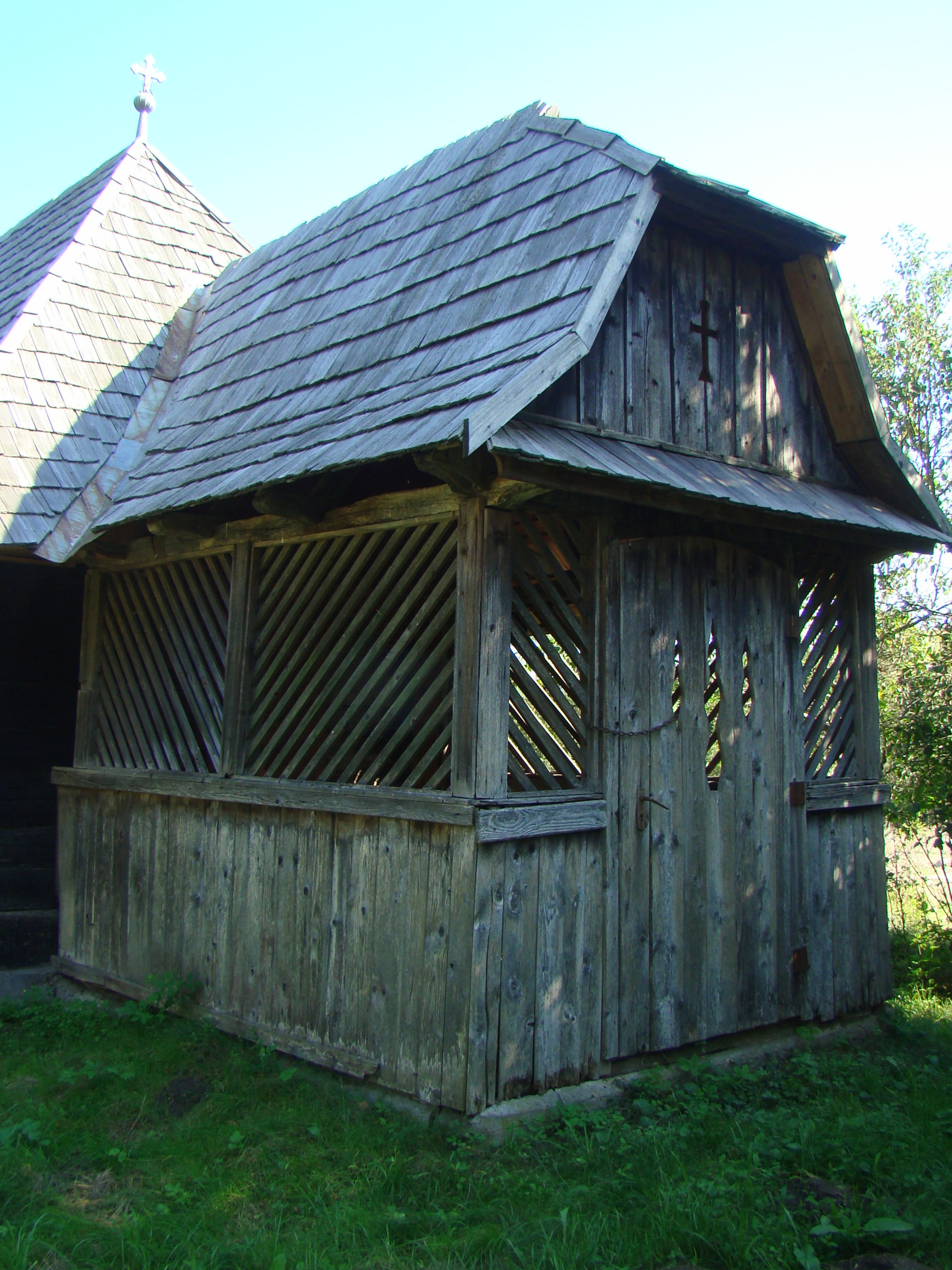
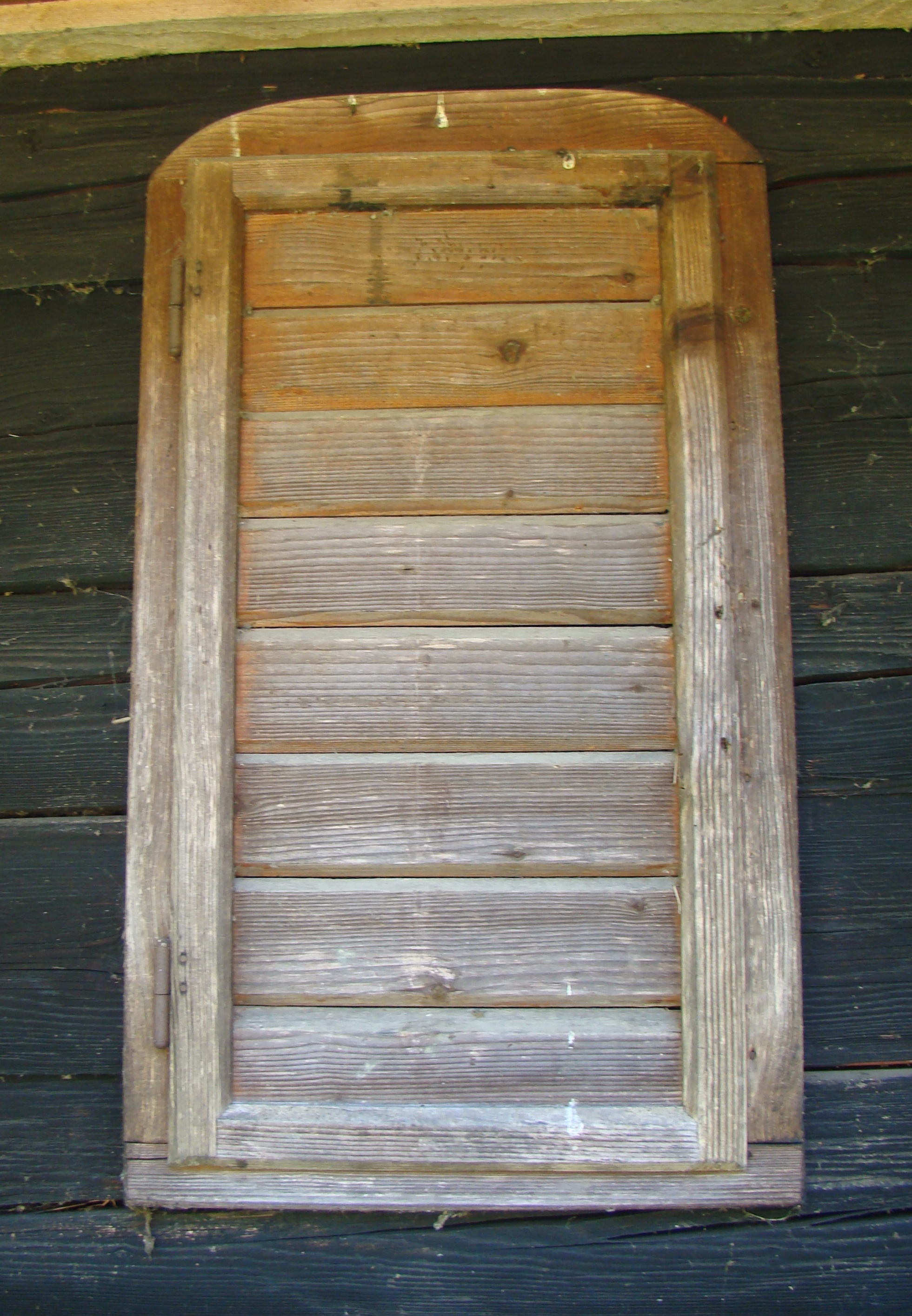
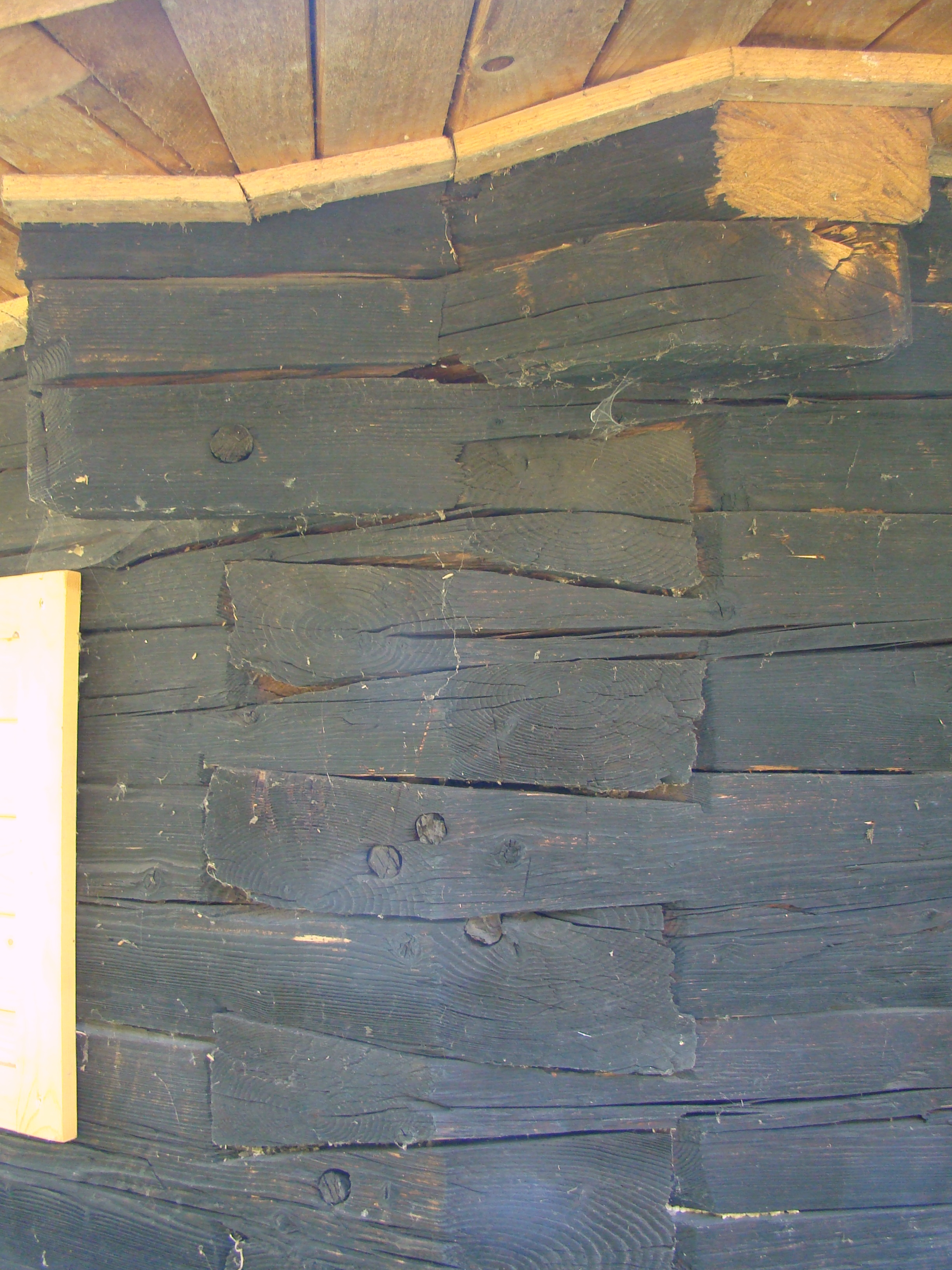
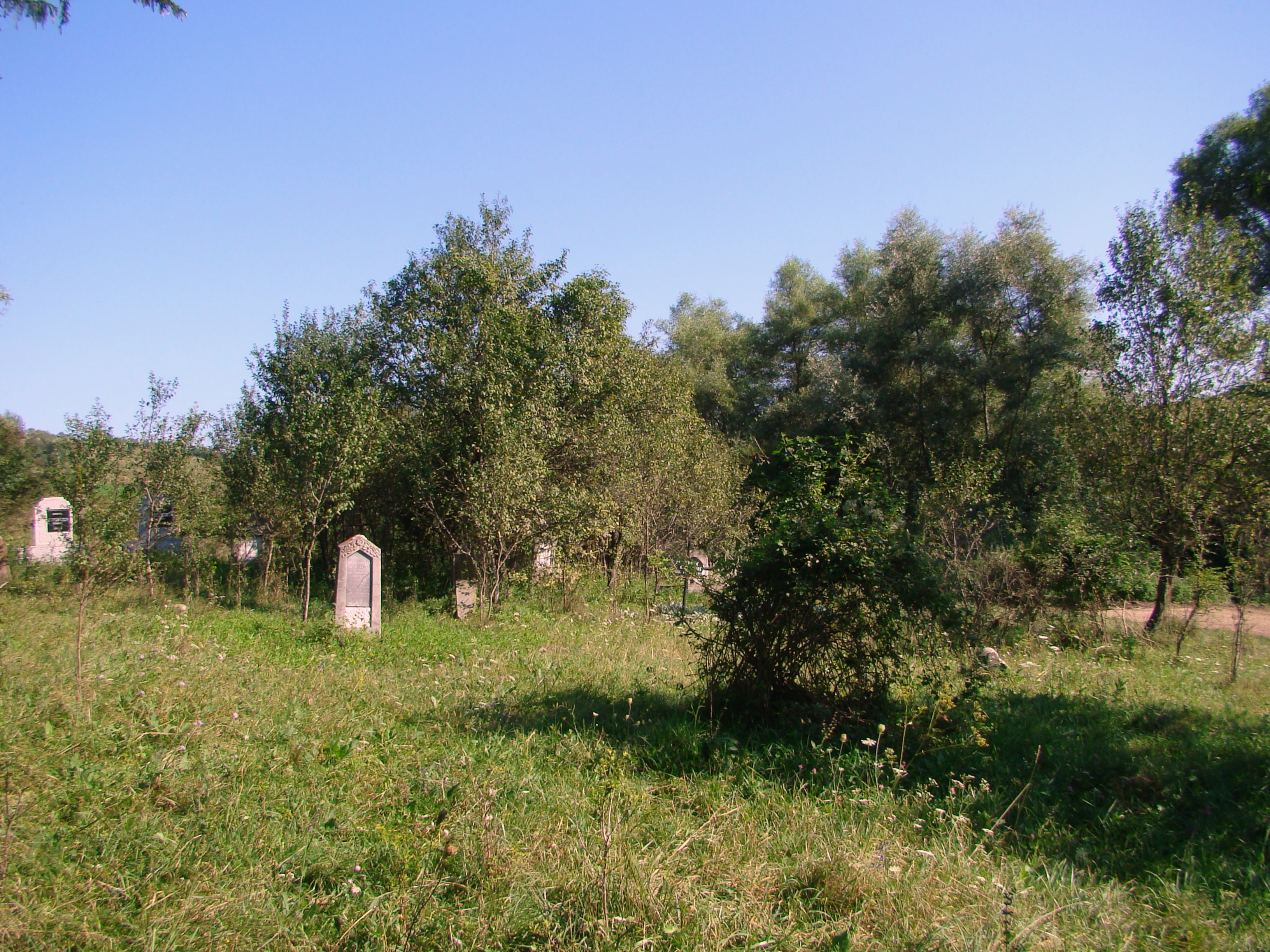
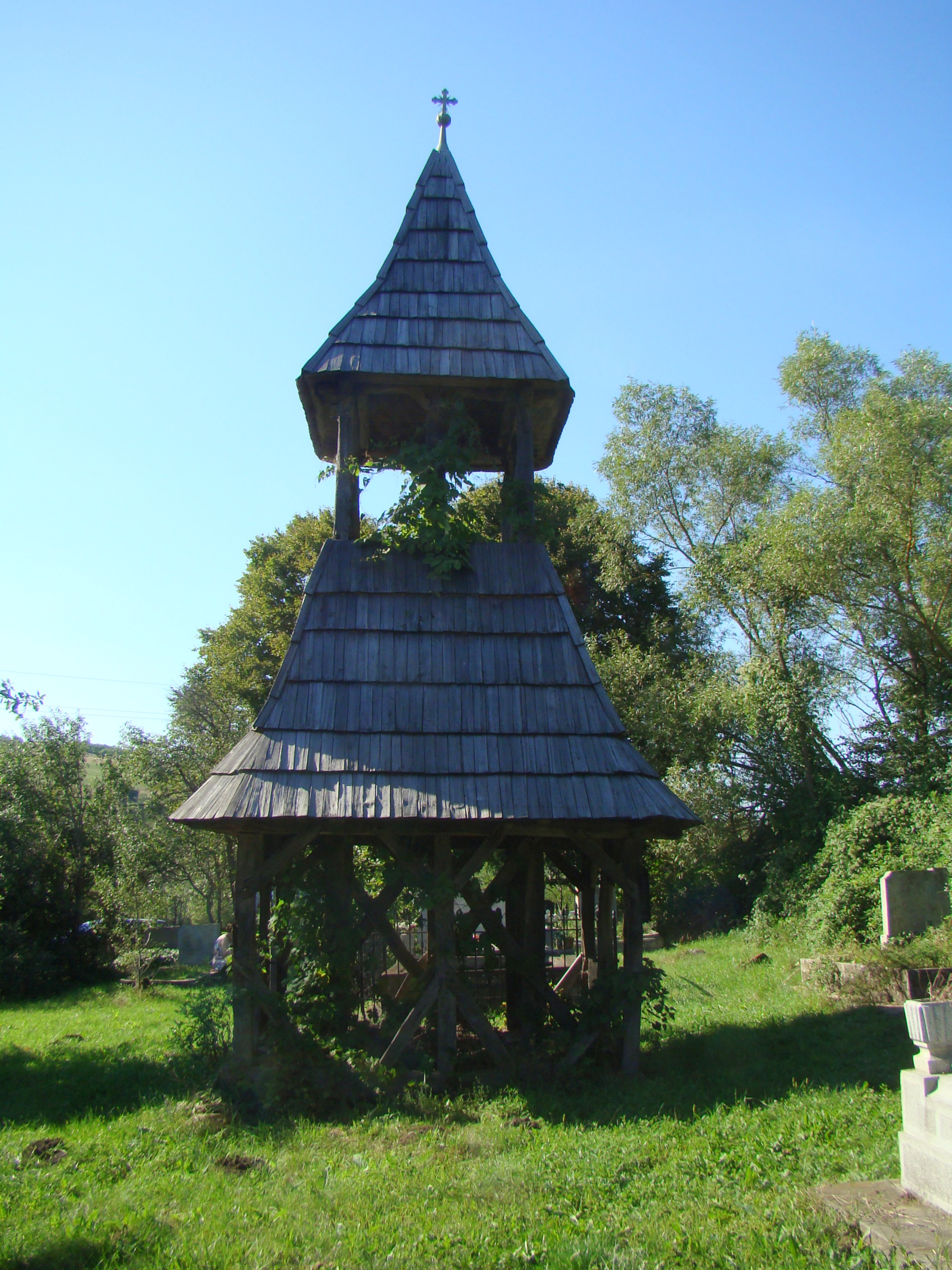
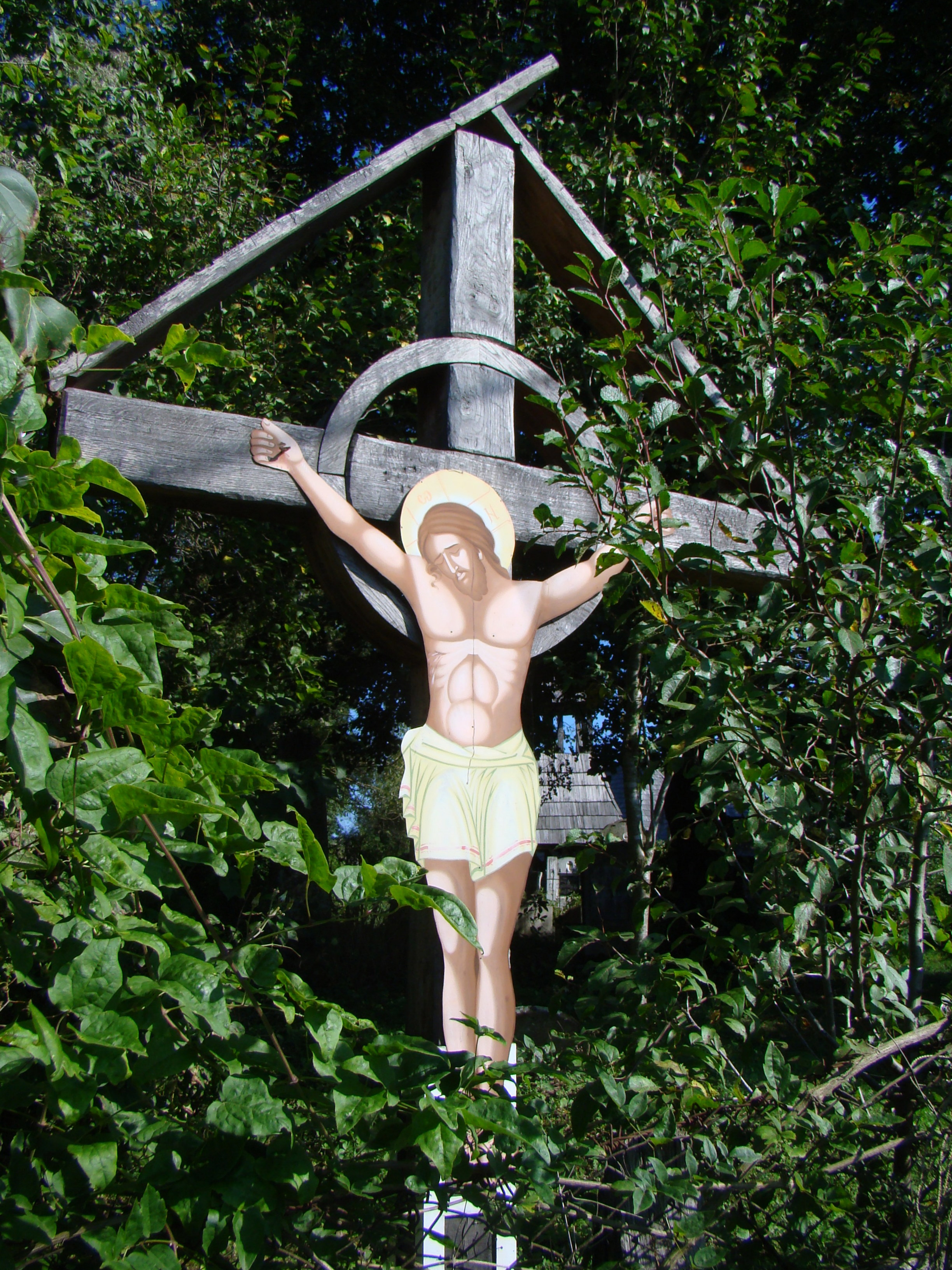
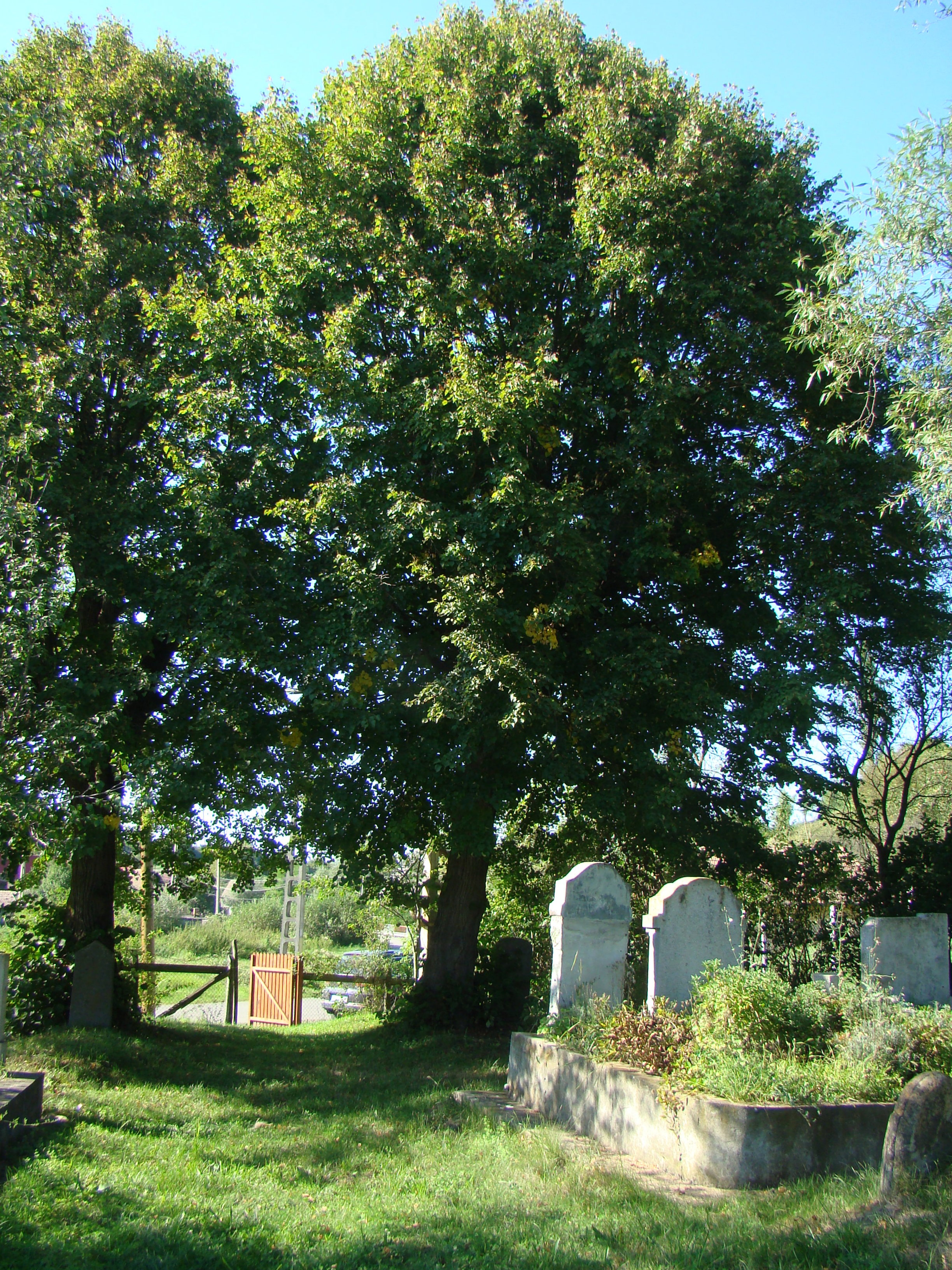
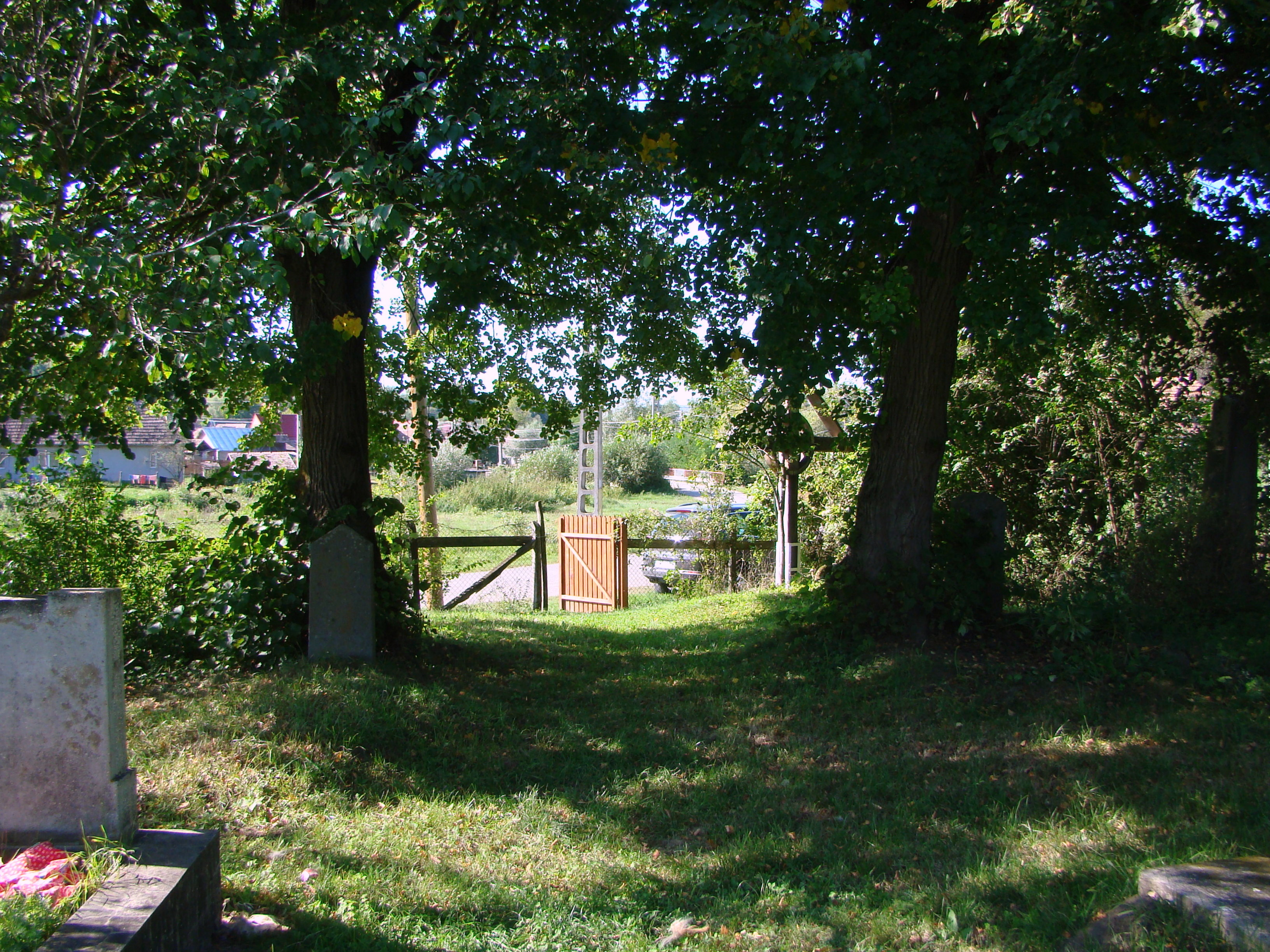
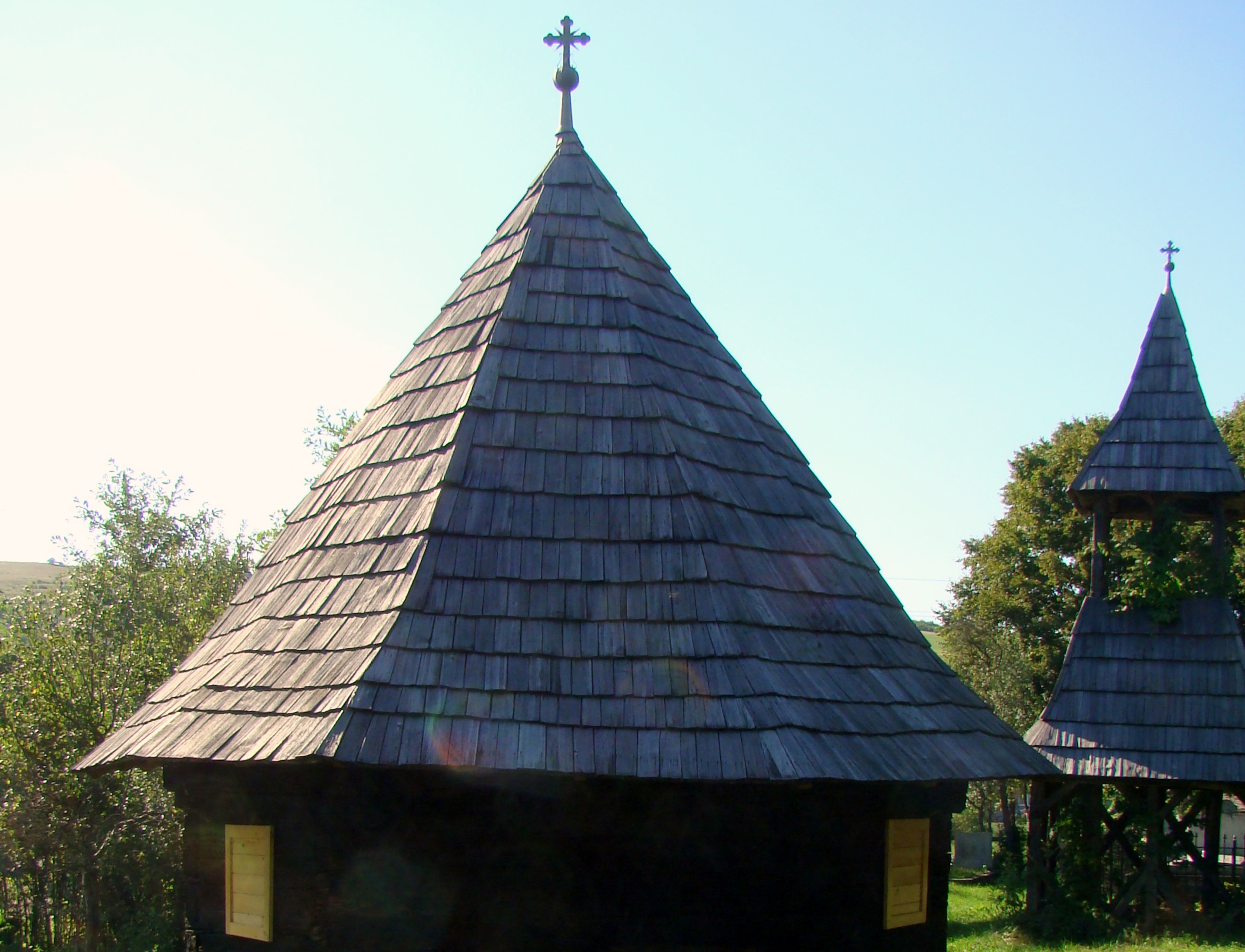
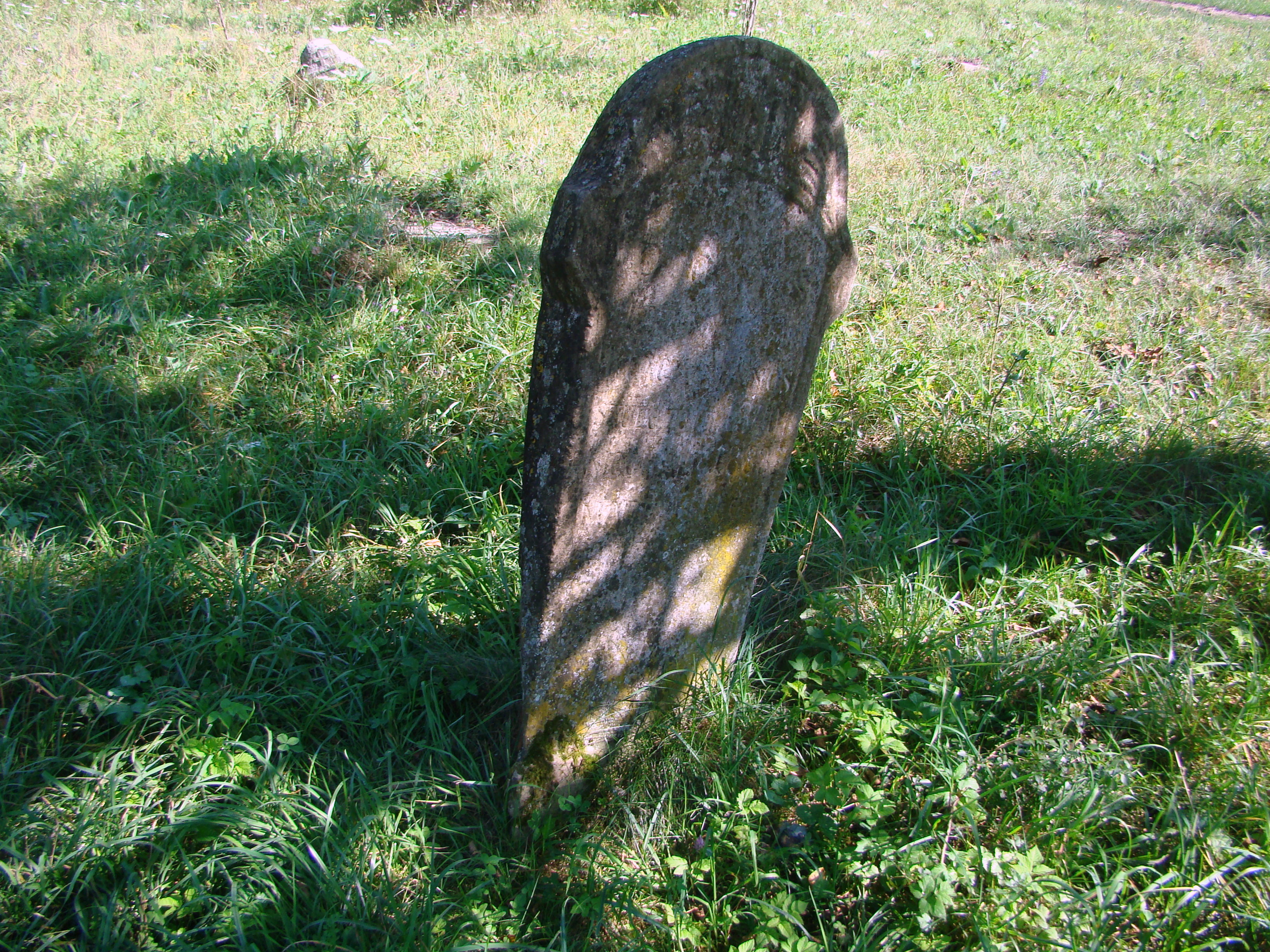
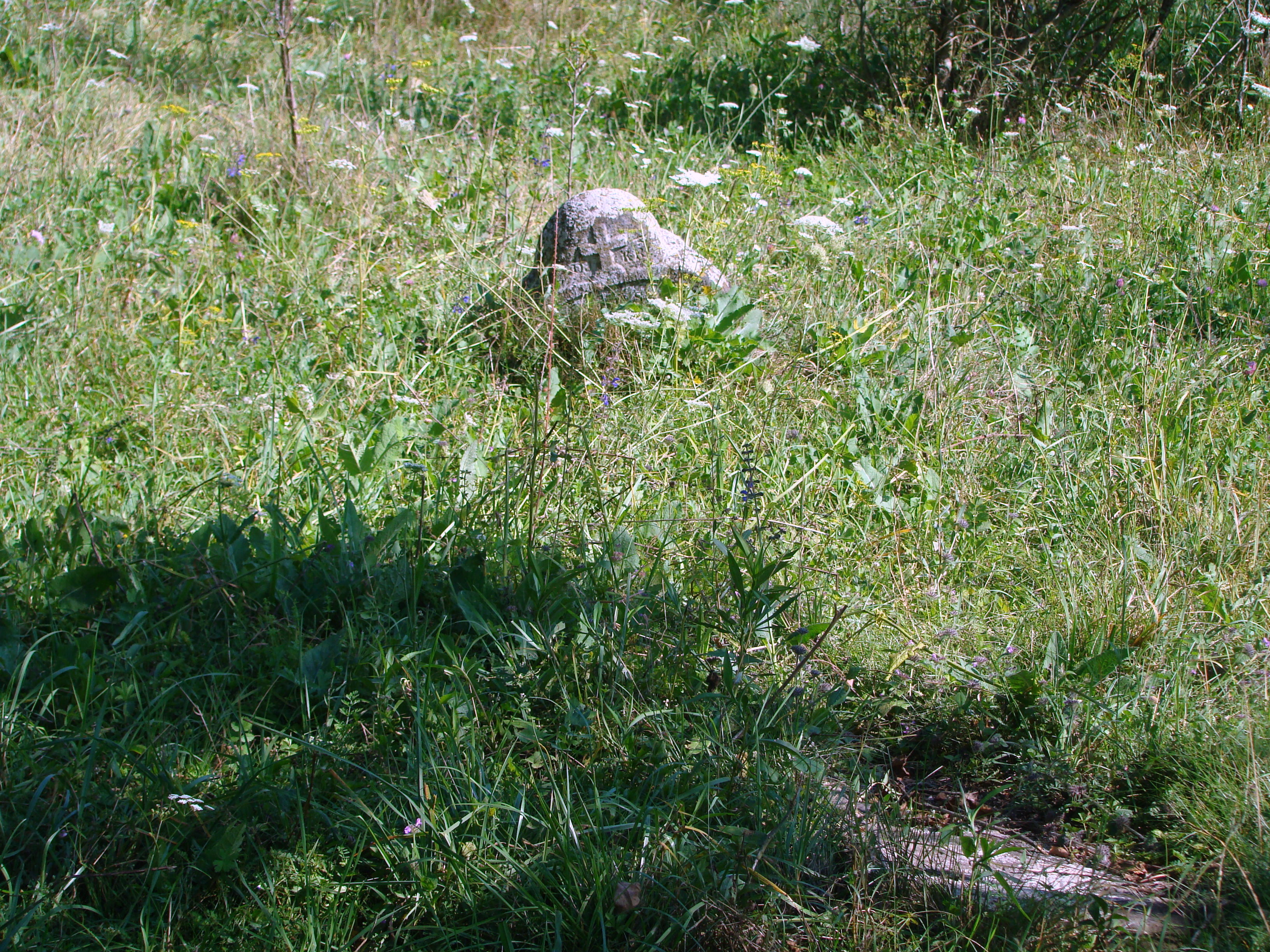

## Vezi și
- Troița, Mureș